# Œuf dur
Cet article concerne la préparation culinaire. Pour la revue d'avant-garde des années 1920, voir L'Œuf dur. Pour la pièce de théâtre de 1966 d'Eugène Ionesco, voir L'Œuf dur (théâtre).
Un œuf dur ou œuf à la coque au Canada est un œuf de volatile cuit dans sa coquille suffisamment longtemps pour que le blanc et le jaune soient solides. Les définitions classiques opposent dur à tendre, mou ou mollet.
L’œuf cuit dur est une nourriture de l'humanité aussi ancienne que le feu, facile à consommer et à transporter. Il a donné lieu à de multiples recettes, usages et légendes même si le terme dur par opposition à mou (œuf mollet) a une aura de difficulté (pain dur, lit dur, viande dure, dur à digérer) qui n'a pas toujours servi sa réputation. « L'œuf est d'autant mieux digéré qu'il est peu cuit. Ainsi l'œuf dur est d'une digestion plus laborieuse. C'est pourtant sous cette seule forme que le soldat peut en faire provision… avec le fromage de gruyère » écrivait le médecin major Ravanez en 1889.

## Dénomination

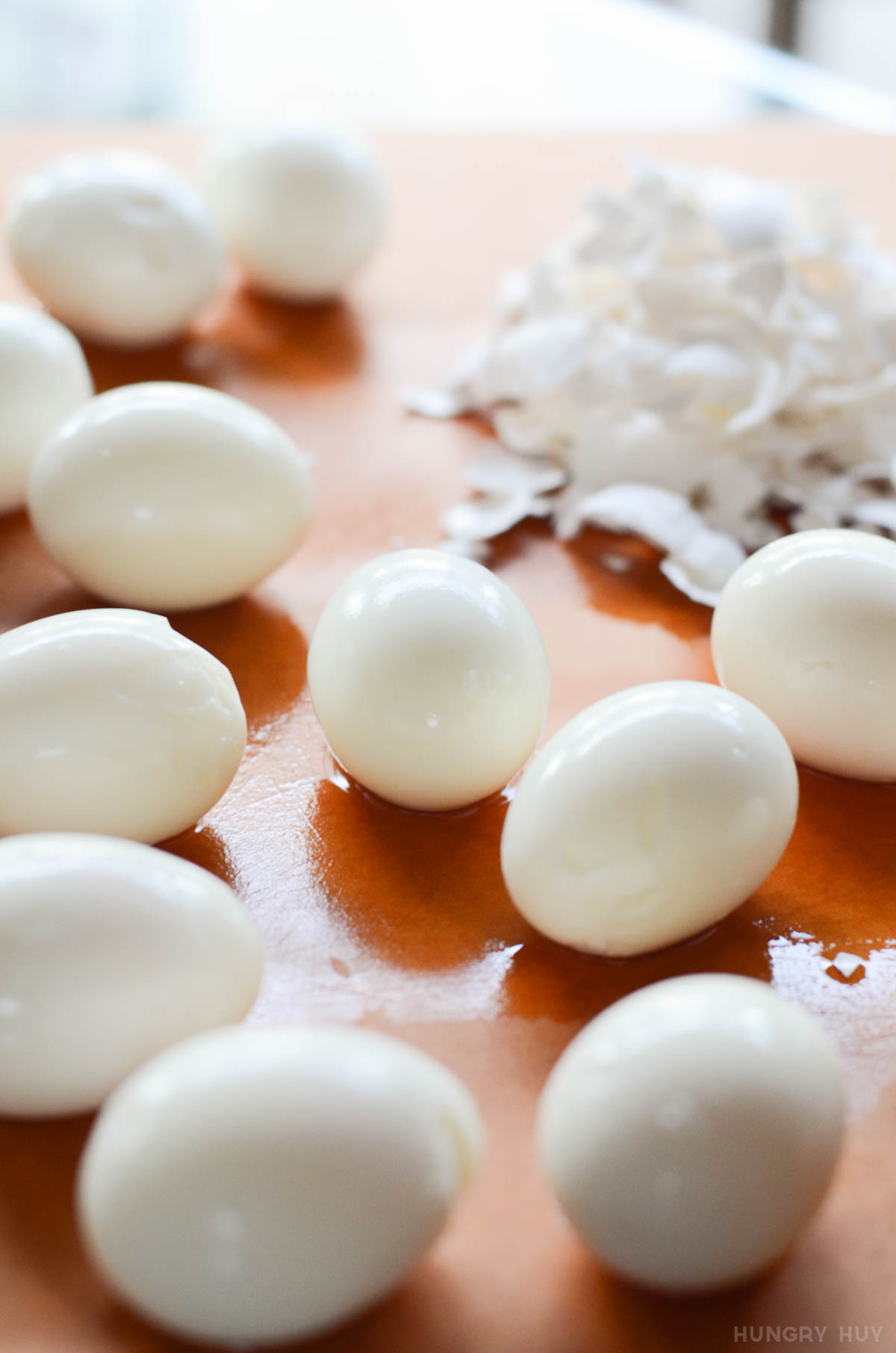
Œufs durs écalés.

Les sources latines sont tardives mais déjà en référence à la dureté, Philibert Monet (1635) donne « Œuf mollet : Molle ovum. Mollioris cocturae ovum. Œuf dur : Durius ovum. Durioris cocturae ovum' », œuf cuit dur. Comme en français, dans de nombreuses langues l'œuf dur est désigné par sa consistance solide : œuf dur en italien , uovo sodo ; œuf bouilli dur en anglais, hard boiled egg ; œuf cuit dur en allemand, hartgekochtes Ei ; œuf bouilli dur en russe, яйцо вкрутую (yaytso vkrutuyu), en japonais 固ゆで卵 (katayude tamago) kata signifie solide, œuf bouilli solide (et non 難卵 (nan tamago) comme on le lit parfois),,. Certaines langues sont plus précises encore : le portugais ovo cozido com gema dura, œuf bouilli au jaune dur par opposition à gema em ponto medio, jaune moitié cuit et gema bem mole, jaune bien souple et le chinois qui qualifie le degré de cuisson : « œuf 3 minutes », « 5 minutes » et 完全煮熟的鸡蛋  (wánquán zhǔ shú de jīdàn) shú de jīdàn, œufs cuits et wánquán zhǔ, complètement bouillis.
En français, œufs durs au pluriel est constamment plus fréquent dans la littérature numérisée que œuf dur au singulier à l'exception de la décennie 1660, sans doute à cause du Pieux Pelerin de Bernardinus Surius (1666) qui n'en trouve qu'un seul dans son sac : « Le bonheur fut que je trouvis un œuf dur dans nostre petite besace, et un doigt de vin dans nostre flaconnet pour fortifier mes forces, car je n'avois presque rien mangé toute la journée. »

## Histoire

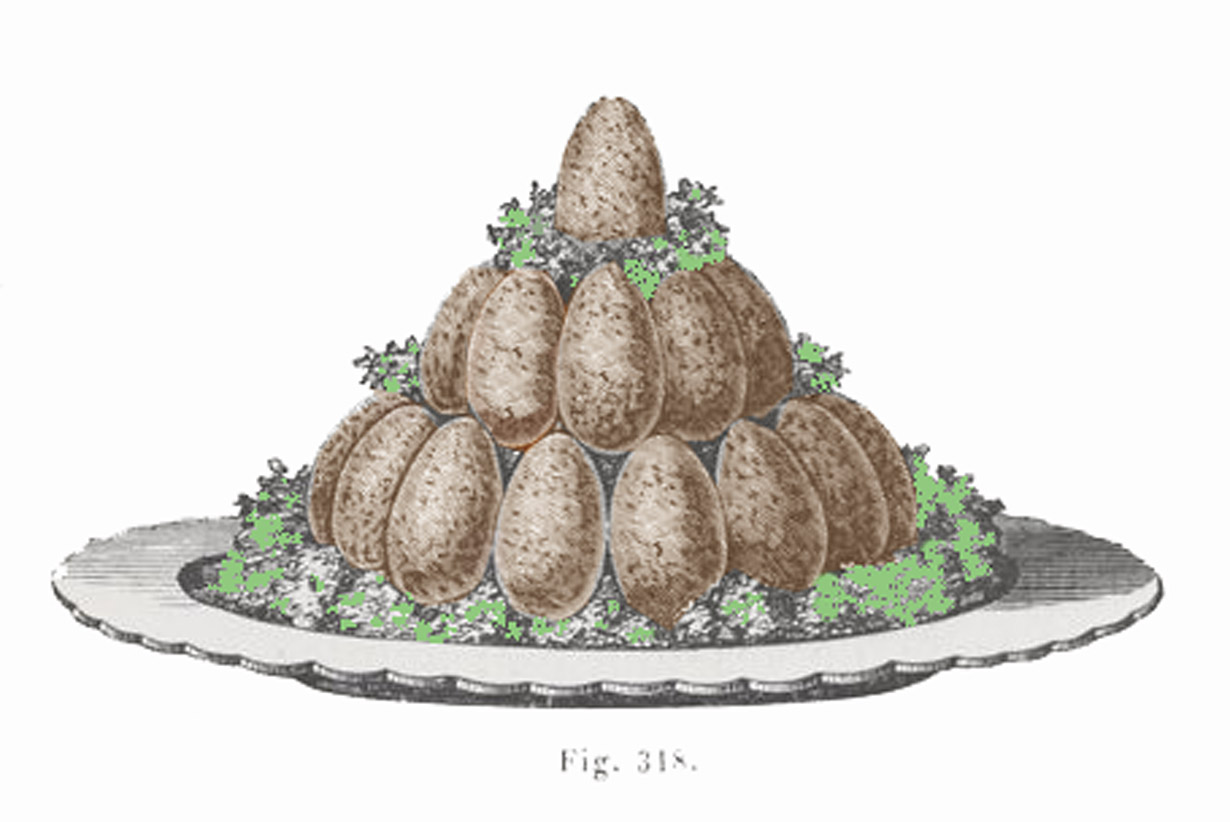
Œufs farcis au maigre, Urbain Dubois (1872).

Les restes de coquilles d'œufs d'oie, de volaille domestique, de canard et de pintade sont fréquents sur les sites archéologiques. On trouve peu de traces de cuisson dans la braise, destructive de la coquille, Celse (IIe siècle) distingue les œuf durs et les œufs durs rôtis (qui resserrent le ventre).

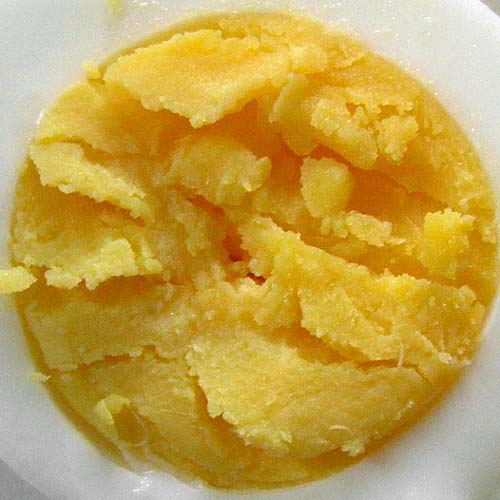
Ovo cozido com gema dura (œuf dur en portugais).

### L'œuf dur médicament
Le jaune d'œuf dur entre dans la composition des remèdes de la médecine de Galien. Dioscoride utilise le jaune d'œuf dur comme médicament : « Le jaune de l'Œuf dur, incorporé avec l'Huille rosat et du Safran est utile aux douleurs des yeux, et meslé avec du Mélilot aux apostumes et inflammations du siège. On le mange froid avec du Sumach, pour restreindre les flux du corps. »
Le jaune d'œuf dur entre dans l'emplâtre de Noël Chomel (1732) pour éliminer les pustules de la petite vérole et de la gale. Il entre dans les cataplasmes pour les yeux en médecine populaire, et une revue de chirurgie ophtalmique confirme que l'œuf dur chaud constitue une compresse efficace dans les affections inflammatoires des paupières,.
La médecine chinoise utilise toujours l'œuf dur chaud pour réguler les sécrétions des glandes de Meibomius (sécheresse oculaire courante) : sans déformer la forme cornéenne, en compresse, placer l'œuf dur près de la paupière sans la toucher.

### La gastronomie d'œuf dur

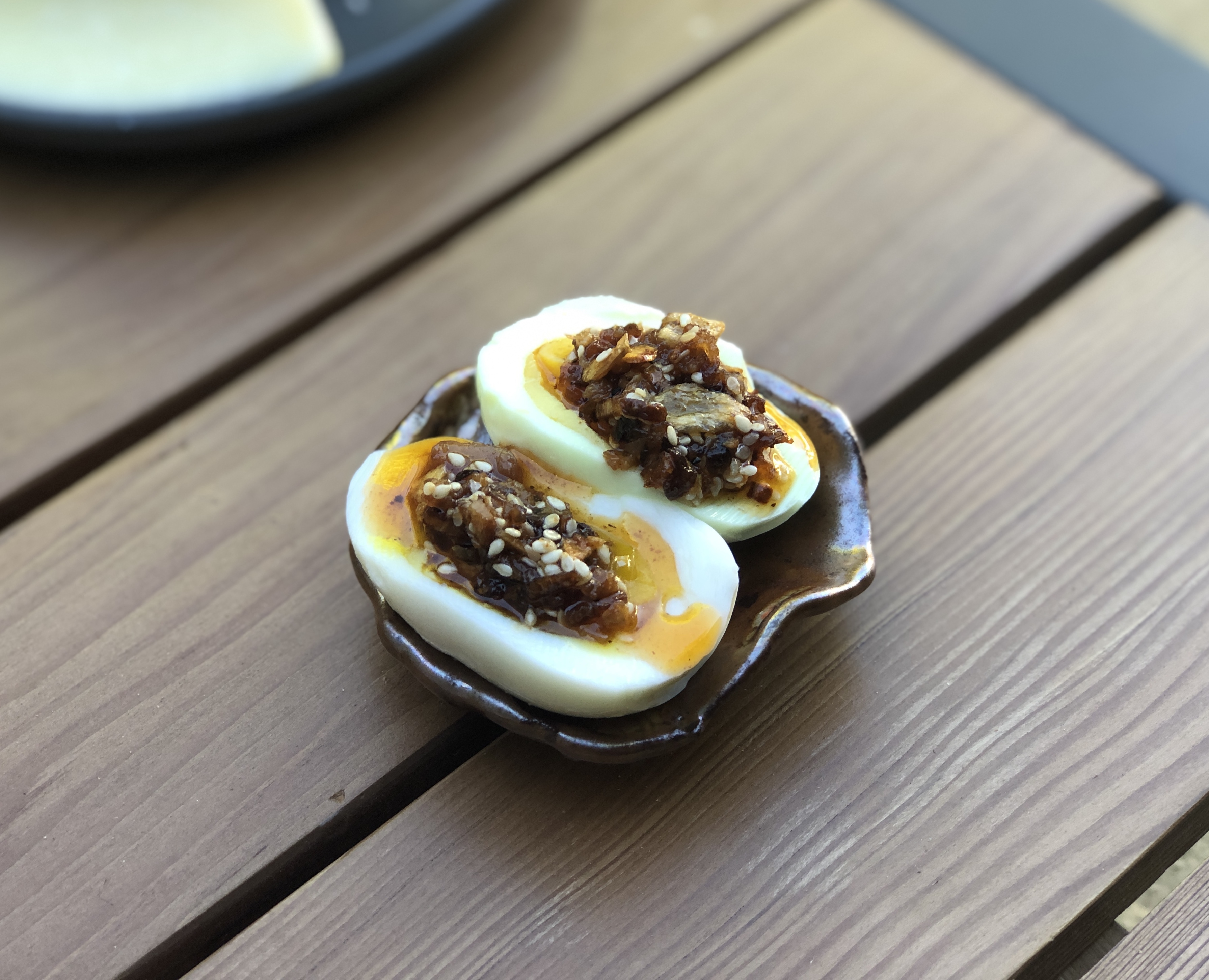
Œufs farcis californiens.

La cuisine médiévale arabe, par exemple chez l'Anonyme andalou, utilise l'œuf dur pour décorer les plats (finition du « plat juif d’aubergines farcies à la viande », JML305 « on coupe un œuf dur avec de la rue, on saupoudre de poivre noir, et on présente »), le jaune d'œuf dur pour lier les sauces (« œuf dur pilé dans les boulettes et jaunes d’œufs qu'on le parsème entre les boulettes » de la Ṣaqlabiyyah JML298).
Au XVIIe siècle, les livres de cuisine donnent un corpus de recettes qui se retrouve dans la cuisine moderne. En 1660, Pierre de Lune donne la première recette d'œufs durs « en trippe » (coupés en rondelle servis chauds avec sauce blanche vinaigrée et fines herbes) et des œufs durs « à la négligence », poêlés avec muscade, vinaigre, câpres, etc., qui montrent une continuité avec la cuisine médiévale. Pierre François La Varenne (1688), Le Pâtissier françois (1690) et François Massialot (1691) consacrent des chapitres à « diverses manières d'apprêter les œufs durs » et donnent les bases des œufs durs farcis, souvent chauds : œufs durs à la portugaise (fricassée d'œufs durs en rondelles avec persillade, champignons, vinaigre et muscade) ; les œufs durs à l'oseille et enfin les œufs durs farcis,,.

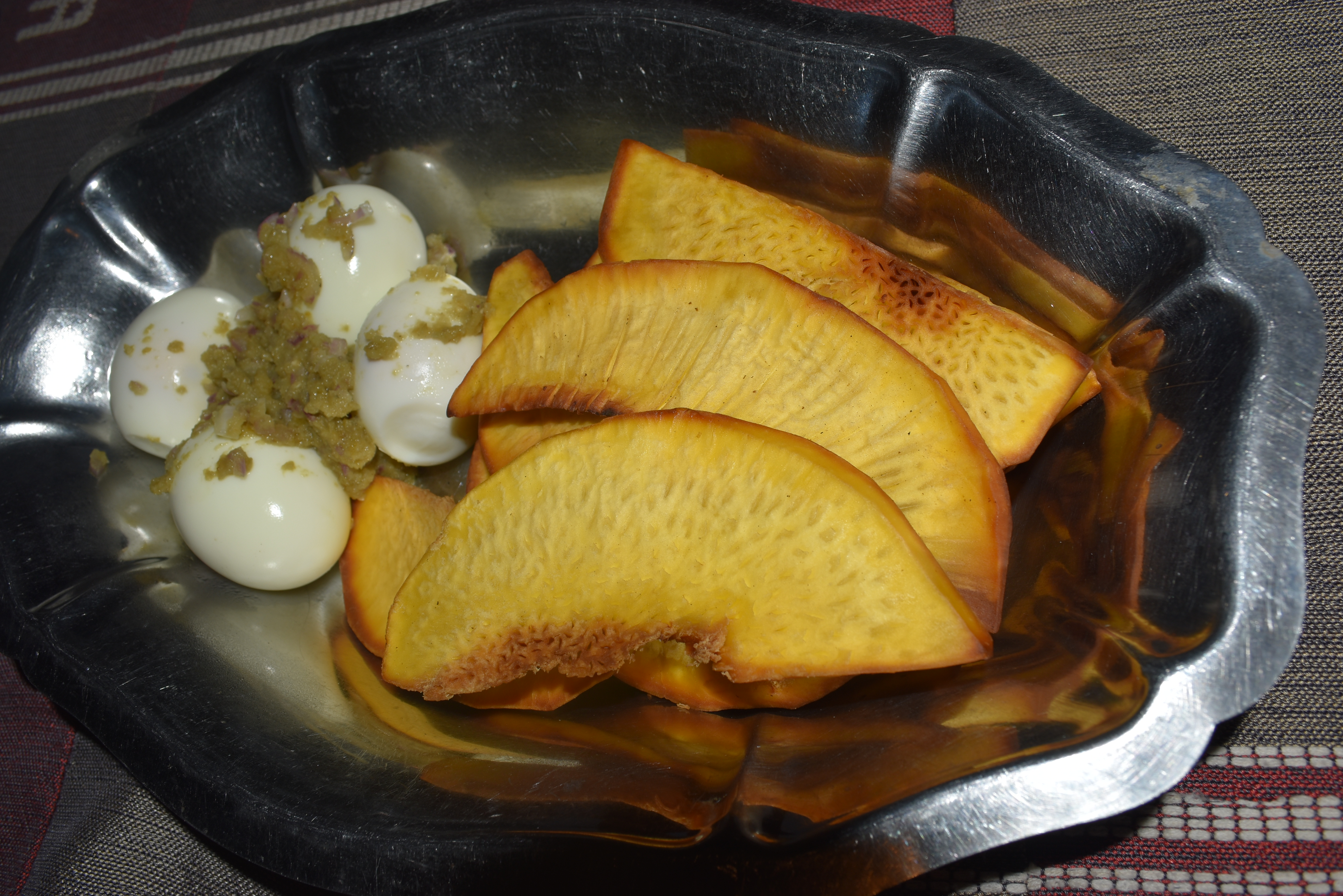
Bénin, fruit de l'arbre à pain et œufs durs.

## Digestibilité, réhabilitation de l'œuf cuit dur
Très longtemps en occident les médecins considèrent l'œuf dur comme une nourriture indigeste, il faut attendre le XXe siècle pour que le contraire soit démontré. Plutarque traduit par Jacques Amyot (1618) aurait écrit « les figues sèches et les œufs durs, n'en manger que le moins qu'on peut ». L'École de Salerne commentée en vers français (1671) est à l'origine d'un ostracisme durable : 

« Les Œufs endurcis sous la braise, 

Sont de nourriture mauvaise,

Ils sont meilleurs s'ils sont mollets, 

Pourvu qu'ils soient blancs et bien frais »

Baptiste Platine de Cremone (1571) « garde bien qu'il ne soit dur, pour ce que tout œuf dur est de mauvais aliment et de concoction difficile ». Ambroise Paré (1595) explique que « l'estomac trop chauffé par les nourritures dures : œufs durs, viandes froides, fait connaitre la difficulté à digérer par des rocts puants de senteur comme sont les œufs pourris ».

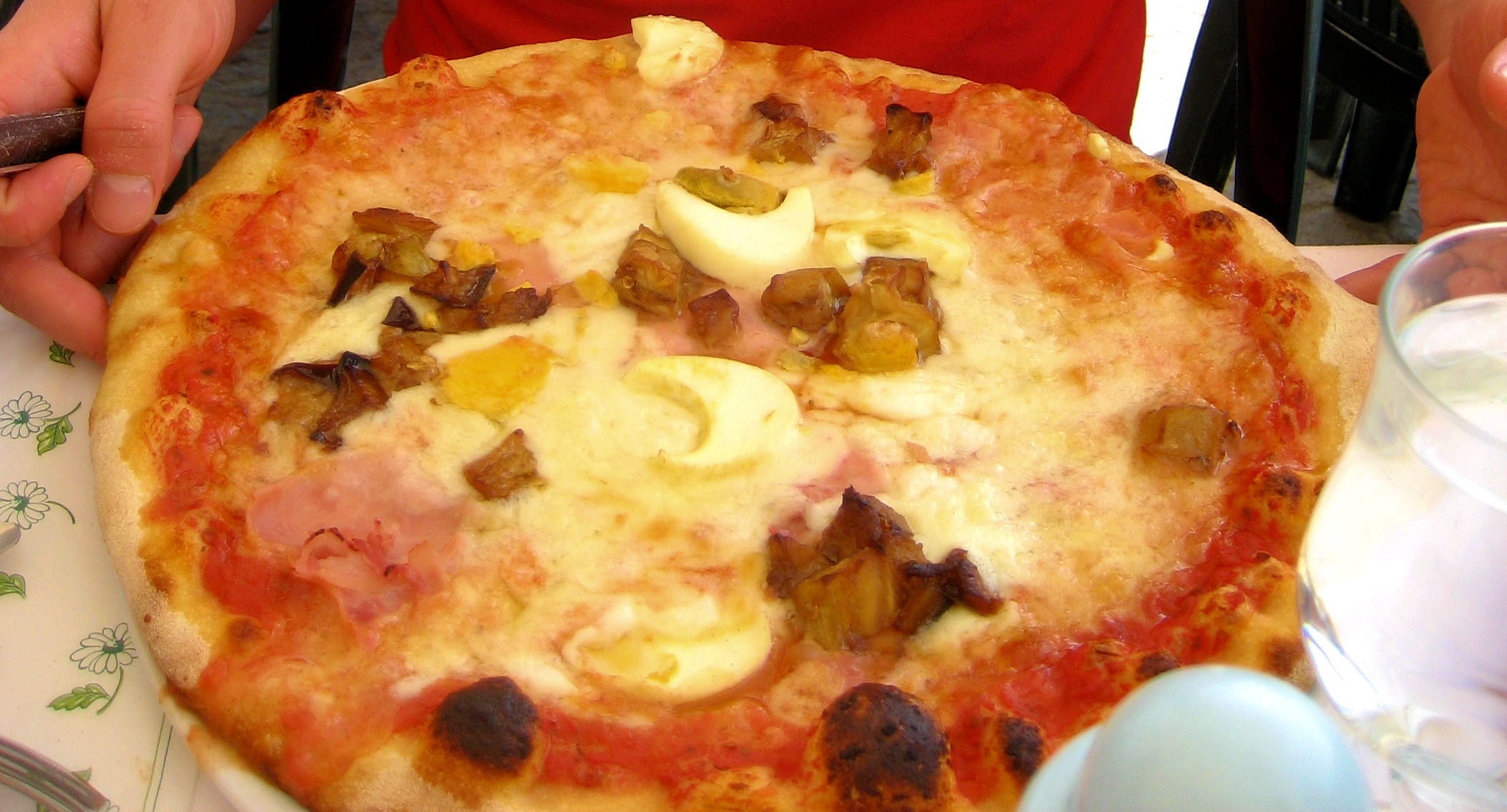
Pizza Parmigiana aux œufs durs

Moritz Schiff en 1867 dans ses Leçons sur la physiologie de la digestion montre au contraire « que la digestion d'un œuf cru doit être plus longue et plus lente que celle d'un œuf cuit, car l'albumine de l'œuf cuit se trouve déjà dans l'état insoluble, que l'acide gastrique doit préalablement produire dans l'œuf cru, avant que puisse commencer la transformation digestive proprement dite. Cette première modification demande un certain temps ». En 1921 James Adam réalise des expériences de digestion in vitro en présence de pepsines et d'acide chlorhydrique l'œuf dur est totalement digéré en 5,25 h alors que les viandes rôties ou mijotées demandent jusqu'à 6,5 h pour une digestion incomplète. En 1929, l'Université de Leipzig démontre que le jaune d'œuf cuit dur (10 min) n'a aucun effet négatif sur la santé des rats comparé à celui du jaune cru. La recherche actuelle a démontré que la cuisson augmente la digestibilité des protéines du blanc alors que jaune d’œuf est digeste cru ou cuit: l'œuf cuit est d'une digestion facile, parfaitement toléré par le foie surtout s'il est cuit sans matière grasse. Quel que soit le niveau de mastication l'œuf dur ne laisse aucun résidu après le cycle de digestion (<40 h) humain, à la différence des pommes de terre ou des carottes bouillies (1956).
En 2019, Sophie Réhault-Godbert et al. rappellent que l'œuf dur représente une des deux sources majeures de choline (macronutriment essentiel), aucune preuve de dénaturation des minéraux ou des vitamines n'a pu être observée lors de la comparaison d'œufs frais, à la coque et durs mais il est possible que la quantité d'acides gras polyinsaturés, de sélénium et de vitamine A tende à diminuer à la cuisson spécialement dans les œufs durs.
Il est rapporté (sur un nombre limité de patients sensibles) que l'œuf cuit pourrait être moins allergène que l'œuf cru.

## Préparation des œufs durs

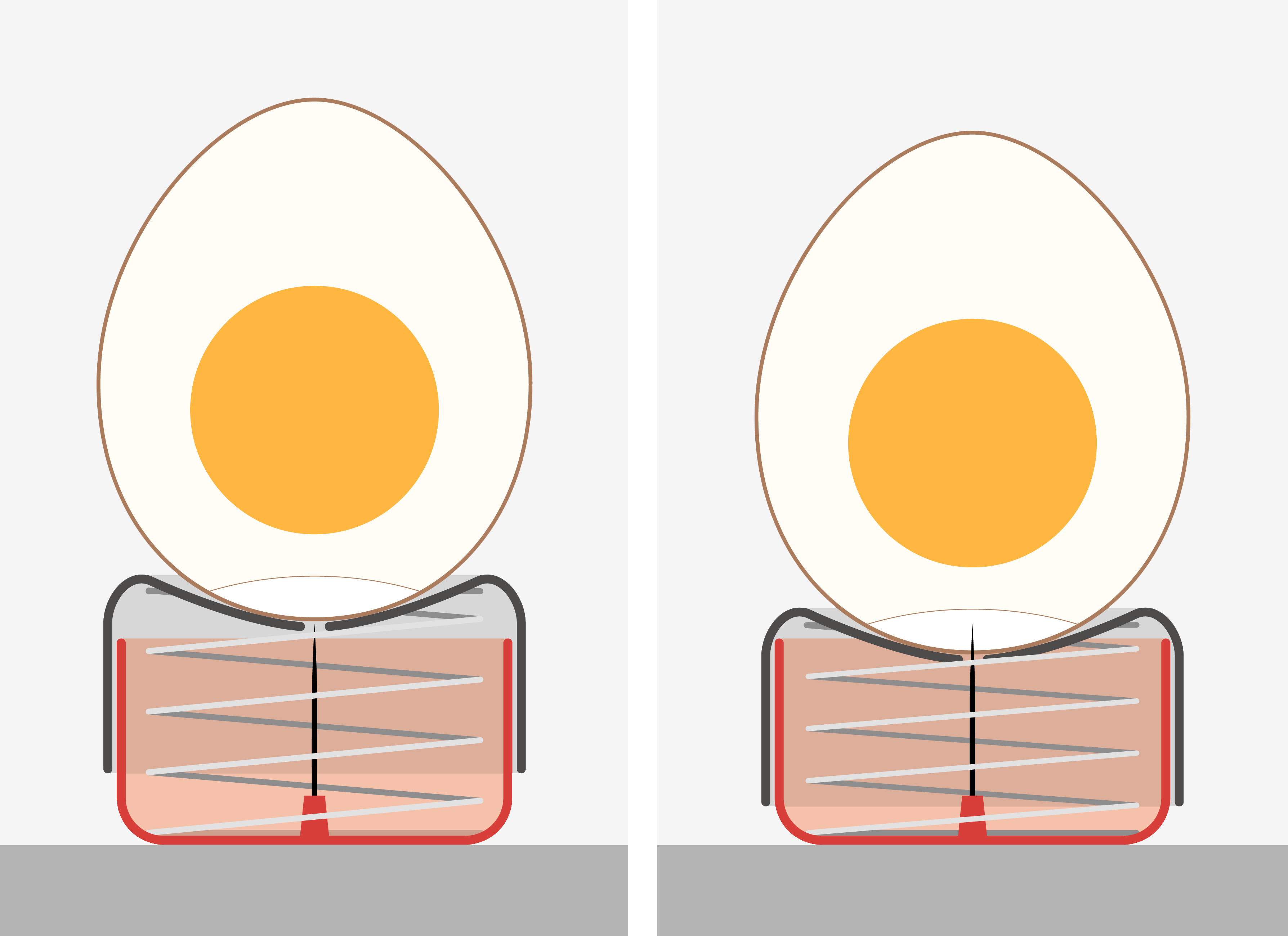
pique-œuf, l'ouverture de la poche à air réduit le risque d'éclatement.

### Cuisson
Avant la cuisson on pique les œufs avec un pique-œuf du côté de la chambre à air de l’œuf, au niveau de son pôle le plus large pour éviter l'éclatement de la coquille. On met du vinaigre dans l'eau de cuisson pour limiter les fuites d'albumine. La grande question est celle de la durée de cuisson, Pierre Gagnaire donne une intéressante liste de citations à ce sujet, la Commission de l’école ménagère du Locle (1958) donne la plus conforme à l'usage : « Cuire les œufs dans de l’eau bouillante 7 à 8 min. Les tremper tout de suite dans de l’eau froide »). Escoffier (1934) a écrit des lignes définitives sur ce sujet: « il y a un temps déterminé très essentiel à observer. Une cuisson trop prolongée donne à l'œuf un goût désagréable et le rend coriace. La durée de cuisson d'un œuf dans l'eau à ébullition continue est de 7 à 8 minutes suivant la grosseur de l'œuf. Aussitôt cuits, les plonger dans de l'eau froide ».

#### Durée de la cuisson dans l'eau en ébullition
La notion de dur se conçoit dans une gradation du mou vers le mi-dur et le très dur. Les œufs très frais ne sont pas adaptés à la cuisson en dur: ils demandent un peu plus de temps de cuisson, tendent à flotter, sont moins savoureux. Les temps donnés s'appliquent aux œufs de poule de taille moyenne, supposent les conditions usuelles de pression (altitude) et de température initiale de l'œuf (on suppose l'œuf à température ambiante avant la mise à cuire). L'œuf de caille est cuit dur en 4 min, celui d'oie en 40 min,. Pour l'œuf de cane on lit 10 min, mais les œufs Xundan sont cuits 20 min. « L'œuf de cane, dur, mangé avec une tartine de beurre salé est un vrai régal » écrit Gabrielle Sueur-Hébert (1997).

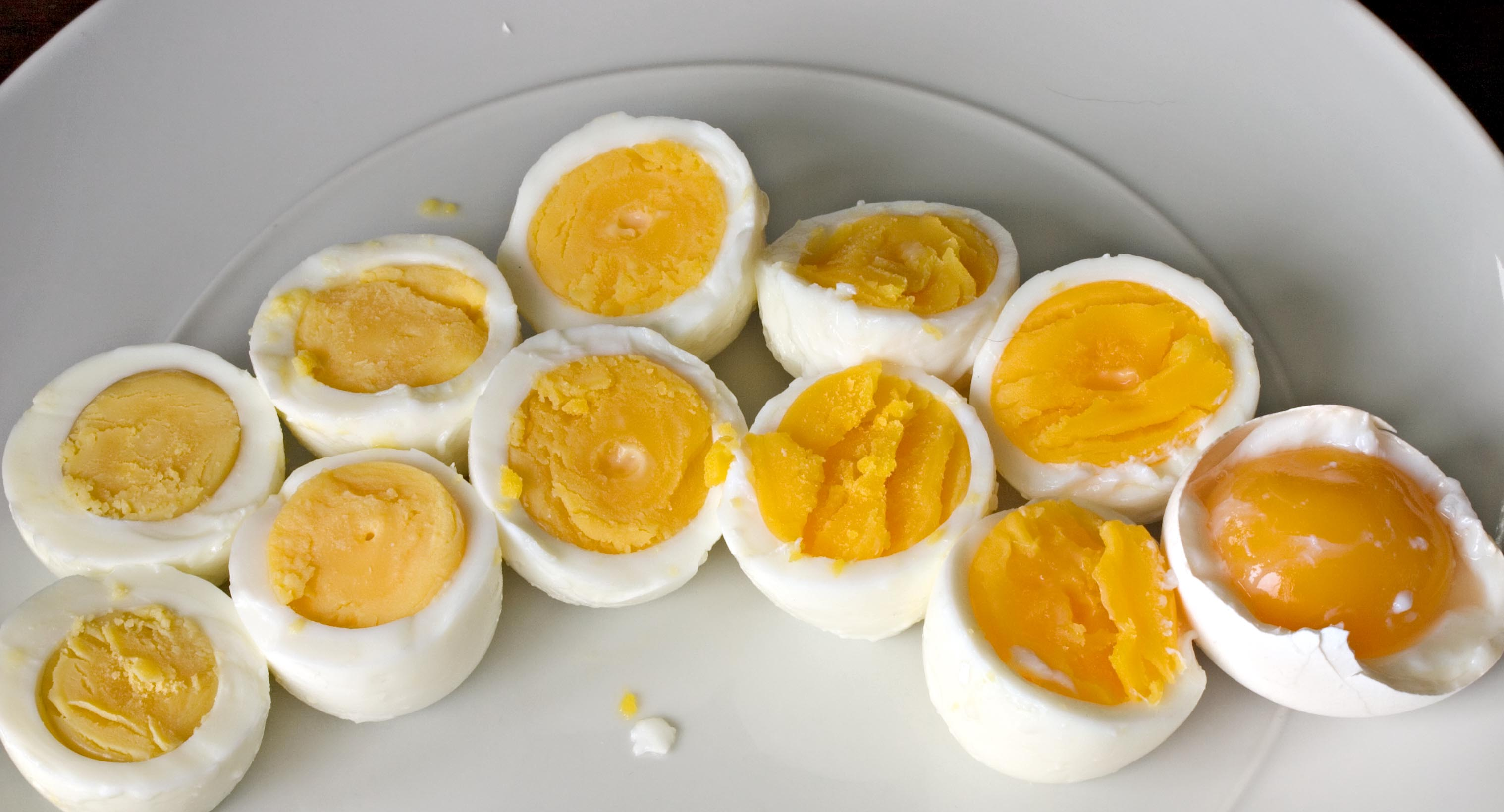
Niveau de cuisson de l'œuf dur, 8 et 9 minutes au centre.

##### Huit à neuf minutes
La charte de l'ASOM (Association de sauvegarde des œufs mayonnaise) définit le niveau de cuisson idéal de l'œuf dur mayonnaise : « cuit à cœur mais sans excès de façon à ce que le jaune, sans être coulant, conserve du fondant ». Cette association a promu une série limitée de montres à l'occasion des championnats du monde de l'œuf mayonnaise, elle donne un œuf dur parfait en 8 à 9 min et plus précisément (altitude de Paris, œuf de grande taille) 8 min et 40 sec. Théophile Gringoire, donne 8 min. De 7 à 9 min le jaune est solidifié, mais pas encore farineux, il reste agréable à mâcher, friable. homogène.

##### 10 minutes et au delà

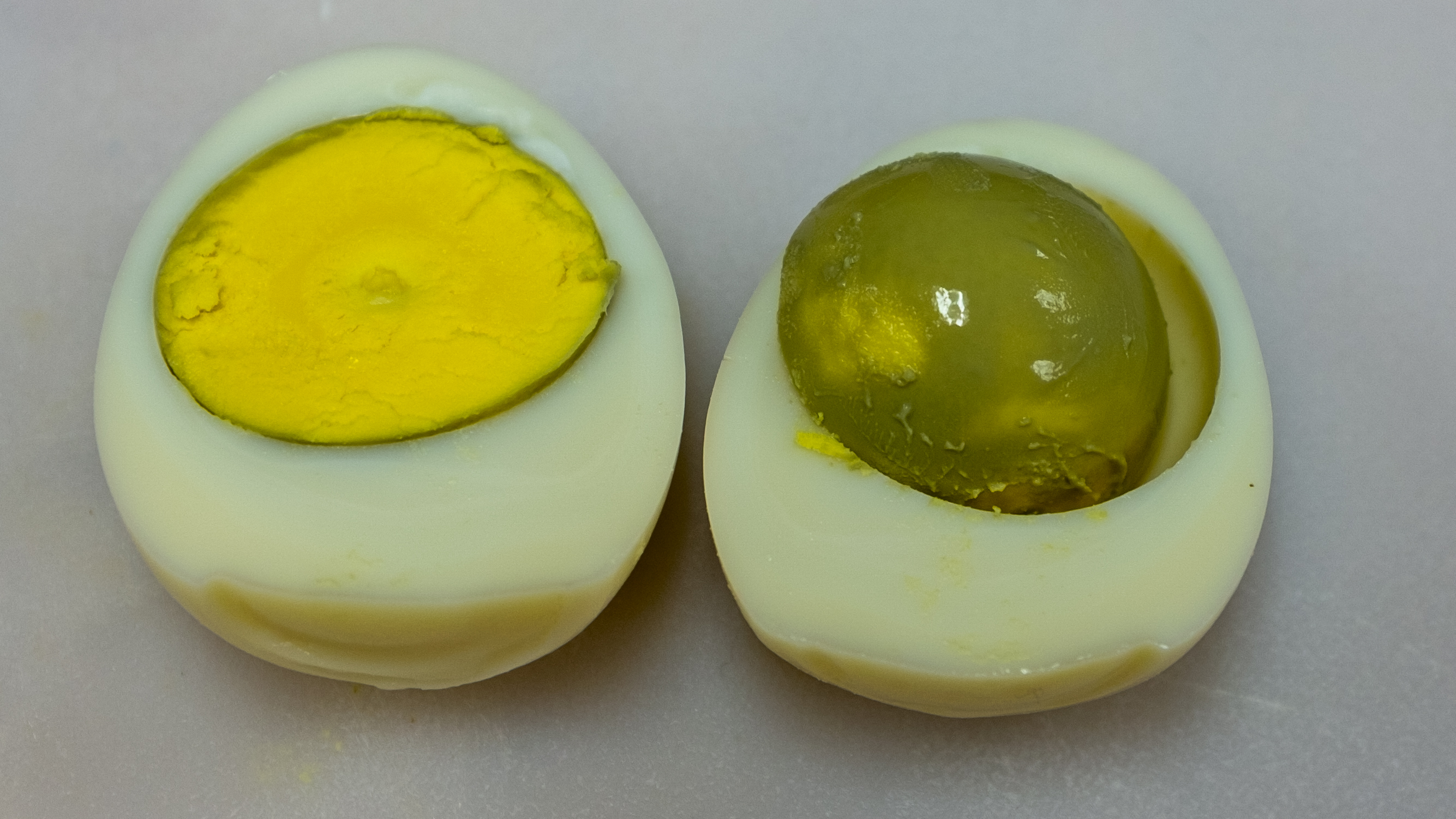
Œuf dur soumis à une ébullition trop prolongée, formation de sulfure à la périphérie du jaune.

10 min de cuisson à ébullition constante est une norme générale, celle des manuel de cuisine,. Un site chinois d'éducation de la santé écrit « Ne pas faire bouillir les œufs plus de 10 minutes » . La méthionine (un acide aminé du jaune d'œuf) sous l'action d'une cuisson prolongée se décompose et réagit avec le soufre présent dans le blanc pour donner un sulfure de fer gris-vert (inodore sauf en cas de cuisson) caractéristique, tout autour du jaune d'œuf. Ce sulfure n'est pas facilement absorbé par le corps humain, l'excès de cuisson entraîne une perte importante de nutriments.
30 min d'ébullition altèrent considérablement le goût. Plusieurs heures donne au jaune une texture caoutchouteuse. Dans la Cronique du roy Saint Louys IX. de France, Jean de Joinville raconte que les Sarrasins qui les tiennent prisonnier leur donnent « des œufs durs cuits de quatre ou de cinq jours, pour l'honneur de nos personnes, ils les avoient fait peindre par dehors de diverses couleurs ». La cuisine juive pratique des cuissons longues car les œufs sont mis à cuire le vendredi pour être consommé le sabbat sans allumer de feu. Ces cuissons longues se font en principe à des températures de 70 °C 160 °F (pour l'œuf de poule et non de canard) à 90 °C. John Aronsone a montré dans une étude de la thermodynamique des œufs durs à basse température (Low-Temperature Egg Cooking: A Not-so-Simple Example of Protein Denaturation) qu'il faut plus de 2 h à 70 °C pour cuire les œufs. Encore ne tient-il pas compte de l'altitude. Il est possible de parler à ces températures d'un goût délicat et riche pour une cuisson progressive de 8 à 14 h.

#### Cuisson à température variable
De nombreux consommateurs souhaiteraient obtenir un jaune crémeux et un blanc ferme, mais jouer sur le temps de cuisson à température constante ne permet pas ce résultat, il faudrait que le jaune cuise à 65 °C et le blanc à 85 °C. En 2025, une équipe de thermodynamiciens de l'université de Naples Frédéric-II résout le problème en alternant toutes les deux minutes la cuisson des œufs dans de l'eau à 100 °C et dans de l'eau à 30 °C, pendant un total de 32 minutes. Les deux régions de l'œuf réagissent différemment aux températures alternées, car il faut 10 à 100 secondes pour que la chaleur pénètre dans le jaune. La température du blanc d'œuf oscille, elle monte et descend à chaque transfert entre les casseroles avant de se stabiliser autour de 85 °C. Le jaune ne réagit pas aussi rapidement : sa température augmente lentement jusqu'à atteindre 67 °C, soit légèrement au-dessus de la moyenne des deux températures de cuisson.

#### Autres modes de cuisson
Les anciens considèrent la cuisson des œufs durs sous la cendre comme le mode de cuisson usuel, Oribase associe cuisson à l'eau (après les avoir trempé dans huile, garum et vin) à œuf mollet (il ne faut pas la prolonger sinon ils deviennent aussi durs que les œufs sous la cendre). À la différence des Onsen tamago japonais mollets cuits dans la boue ou dans des sources chaudes, les œufs cuits dans les laves chaudes du Vésuve ou du Batur sont cuits durs,. La cuisson des œufs durs au four (160 °C, 30 min) est utilisée pour cuire une grande quantité d'œufs si le four est énergivore, au four solaire (très propre) les sources donnent 10 min à 190 °C 375 °F,.
La cuisson à la vapeur est possible, le temps de cuisson est un peu plus long 15 min selon un ouvrage spécialisé, 10 min selon d'autres,; mais le plus facile est de les mettre 8 min dans l'étage inférieur où l'eau bout.

##### Décuire le blanc d'œuf
Le chercheur américain Gregory Weiss a montré (2015) que les protéines du blanc d'œuf cuit dur peuvent retrouver un état visqueux en quelques minutes en repliant le lysozyme,. Il ne s'agit que d'une demi-décuisson où la fluidité doit autant à la chimie qu'à une action mécanique, elle ne restitue pas encore le blanc d'œuf cru mais les auteurs ne désespèrent pas d'y parvenir.

### Écaler les œufs durs
L'écale (anciennement escale) de l'œuf dur est sa coquille, le mot est d'origine germanique : scalja ; allemand Schale, écaille,. Il donne le verbe écaler.
On lit qu'il faut toujours rafraichir à l'eau froide les œufs durs en fin de cuisson, il existe aussi d'autres trucs: mettre un peu de bicarbonate de soude dans l'eau de cuisson, les refroidir dans une eau un peu salée… aideraient à l'écalage,. Le plus important est de ne pas cuire des œufs trop frais, les œufs durs s'écalent facilement si ce sont des œufs de 3 à 4 jours ou davantage, la membrane qui sépare le blanc de la coquille est alors plus dure et adhère bien à la coquille, la coquille et la membrane sont alors facile à enlever,. (Hélas diront ceux qui souffrent d'arthrose car cette membrane est pour eux un anti-douleur d'après une étude clinique américaine de 2009).

### Conservation des œufs durs

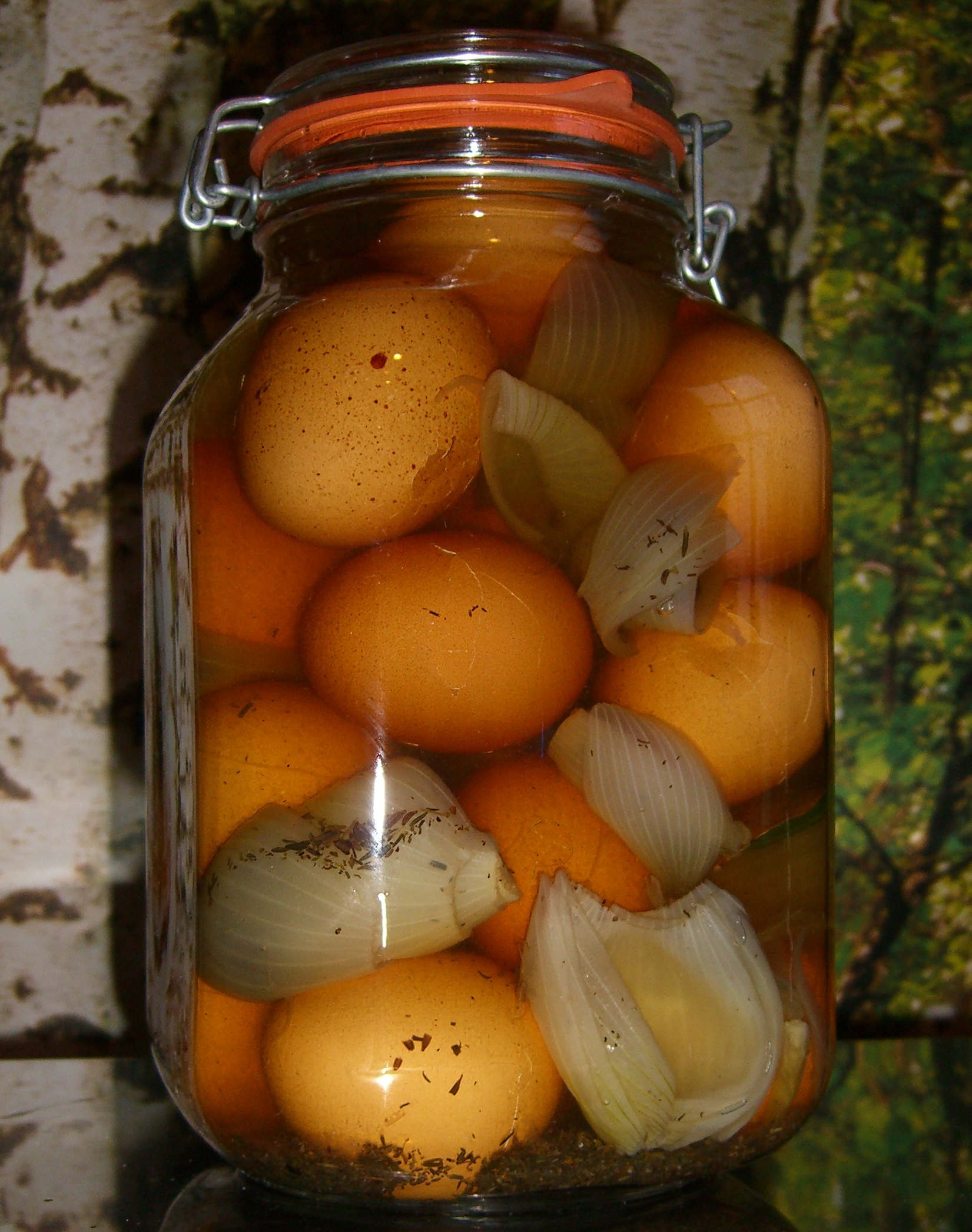
œufs dur au vinaigre

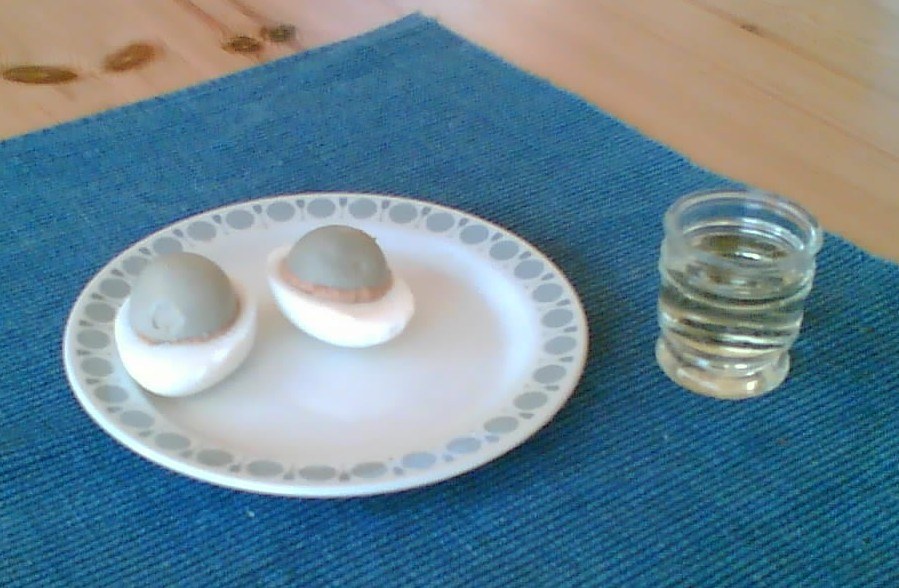
Solæg danois (sol car l'œuf est séché au soleil avant mise en saumure)

L'American Egg Board donne 1 semaine à 4,5 °C pour les œufs durs dans leur coquille (il conseille de les maintenir dans un carton pour éviter qu'ils ne prennent des odeurs) et consommer le jour même pour les œufs durs écalés. Il déconseille de congeler les œufs durs. Le Petit Livre des Recettes aux œufs écrit (sans sourcer) que le froid rend le blanc caoutchouteux.
À température ambiante on trouve de nombreux procédés: « On peut longtemps conserver les œufs en les plaçant dans un mélange de son et de sel ; dans de la sciure de bois ; de la cendre ; ou mieux encore, dans un lait de chaux additionné d'un peu de crème de tartre » (Debourge, 1860). Un brevet de 1887 indique que ces œufs peuvent se conserver jusqu'à 1 an sans se détériorer dans un local frais et sec.
Un mode traditionnel de conservation est les œufs durs écalés au vinaigre ou en saumure (œufs au vinaigre) servis dans les pubs anglais. En Allemagne le Soleier est conservé dans une saumure saturée et aromatisée, au Danemark, dans le sud du Jutland le Solæg est bouilli pendant 15 à 20 min en présence de pelures d'oignon ce qui colore la coquille et fonce le jaune. Avant mise en saumure, la coquille est fissurée et conservée, à la différence des œufs au vinaigre qui sont écalés, et la saumure est renouvelée tous les 3 jours.
Les œufs de cane Xundan sont des œufs durs dont la coquille est fêlée encore chaude, mis dans l'eau froide salée, aromatisée à la sauce soja et épicées puis recuits doucement 3 h, ils sont ensuite fumés au wok avec du thé noir, ces œufs sont vendus en Chine sous vide avec une conservation de 6 mois. Les œufs (de cane en principe) conservés dans une saumure cendrée pour une meilleure diffusion du sel, pendant un mois et mis à cuire durs, sortis de la saumure sont connus en Chine, aux Philippines sous le nom de itlog na maalat (œufs salés), pour avoir un jaune d'un bel orangé, au goût savoureux,.

## Recettes d'œufs durs

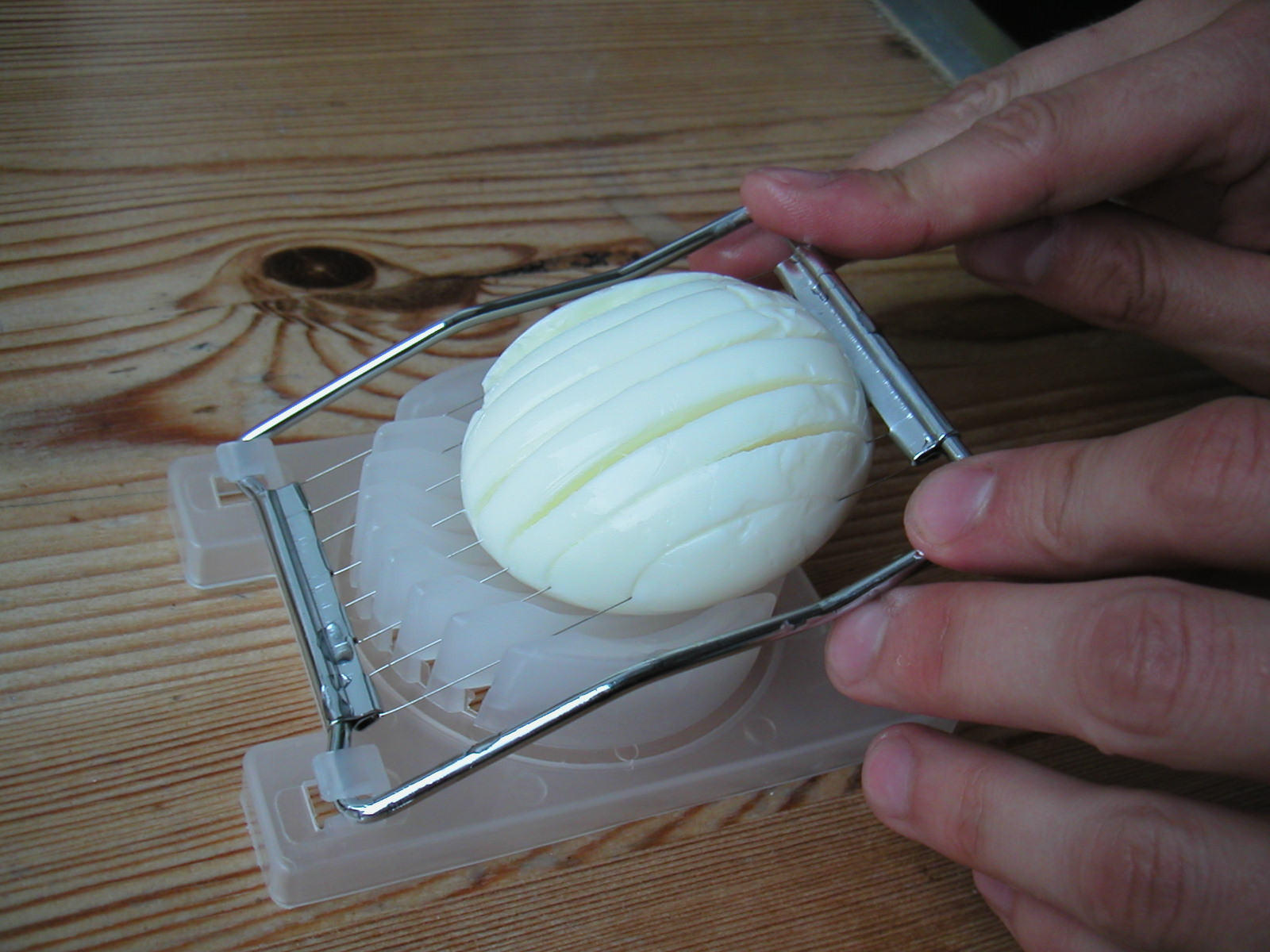
Coupe-œuf version 8 fils : tranches larges, adapté à la coupe en longueur.

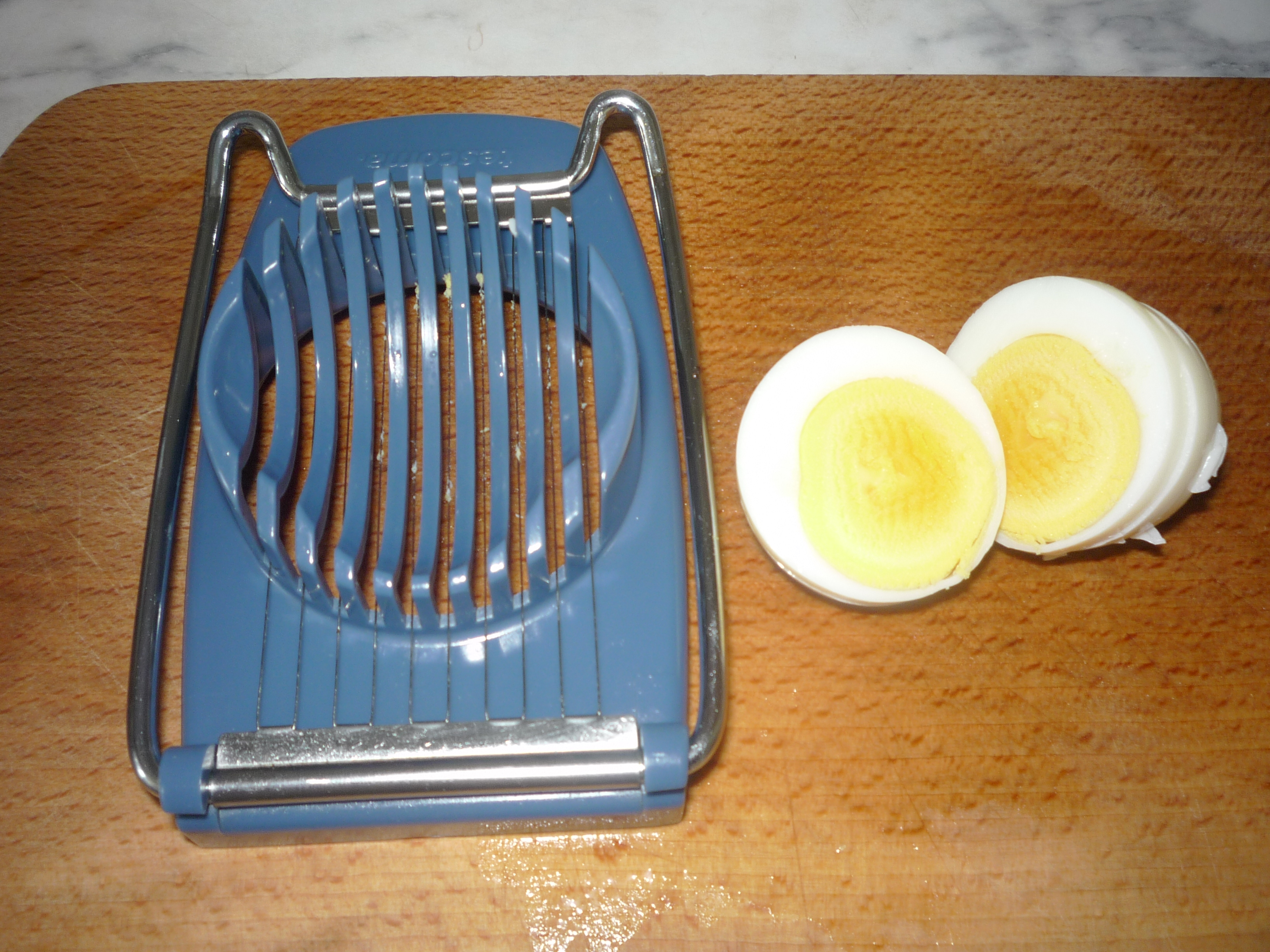
Version 10 fils, tranches fines.

L’œuf dur se mange habituellement froid; il est la base de nombreux plats, à la croque-au-sel, en sandwich, en salade, dans la soupe, en sauce, en gratin, farcis froids ou chauds. Il est aussi entier, coupé en deux moitiés, coupé en rondelles ou en quartiers à la main ou à l'aide d'un coupe-œuf, émietté ou écrasé à la fourchette, un condiment décoratif et/ou roboratif.
Le coupe-œuf qu'on utilise pour trancher l'œuf dur existe avec différentes largeurs entre les fils d'acier, il existe des versions 8, 9 et 10 fils.
L'œuf dur a une connotation pauvre, bourrative et paysanne, image que n'ont ni l'œuf à la coque, ni l'œuf sur le plat. Simplicité de l'œuf mayonnaise, banalité de l'œuf en gelée, parlant du repas de la Normandie d'autrefois Marie-Claude Monchaux écrit, « la plupart du temps une soupe chaude, du pain, des œufs durs font l'ordinaire ». L'œuf dur n'est pas un plat d'élite, il a une connotation indigente. Dans Le Grand chef de Aucas, Gustave Aimard décrit le festin qui est offert par les Auraucans: « Il y avait une grande corbeille d'œufs durs que les Ulmènes avalaient à qui mieux mieux. [L'Occidental Valentin n'en mange pas.]… j'aime beaucoup l'œuf à la coque, les omelettes, les œufs brouillés, mais ni durs ni crus. Comment, réellement, chef, vous ne connaissez que l'œuf dur ? Nos pères les ont toujours mangés ainsi, répondit l’Ulmen avec simplicité. Pauvres gens ! que je les plains, ils ont ignoré une des plus grandes jouissances de la vie. »

### Gastronomie chinoise
Il n'en est pas de même dans la gastronomie chinoise qui a spécialement travaillé les œufs durs aromatisés en 4 familles: 
1. écalés après cuisson, recuits dans un bouillon aromatisé et séchés (œuf Tiedan 鐵蛋 tiědàn,
2. ou non recuits : œuf 卤鸡蛋 (Lujidan) ou 卤蛋 (Ludan) œuf à la sauce soja, mariné dans la sauce soja 卤水 (lushui)[85],[86],
3. non écalés mais fêlés après cuisson, recuits dans un bouillon aromatisé et enfin fumés œuf 燻蛋 (Xun dan)[87]
4. ou non fêlés après cuisson : œuf chayedan ou œufs au thé noir 茶叶蛋 (Chá yè dàn)[88]. L'œuf Cháyè dàn est aromatisé à l'anis étoilé, au thé, à la cannelle, et au laurier.

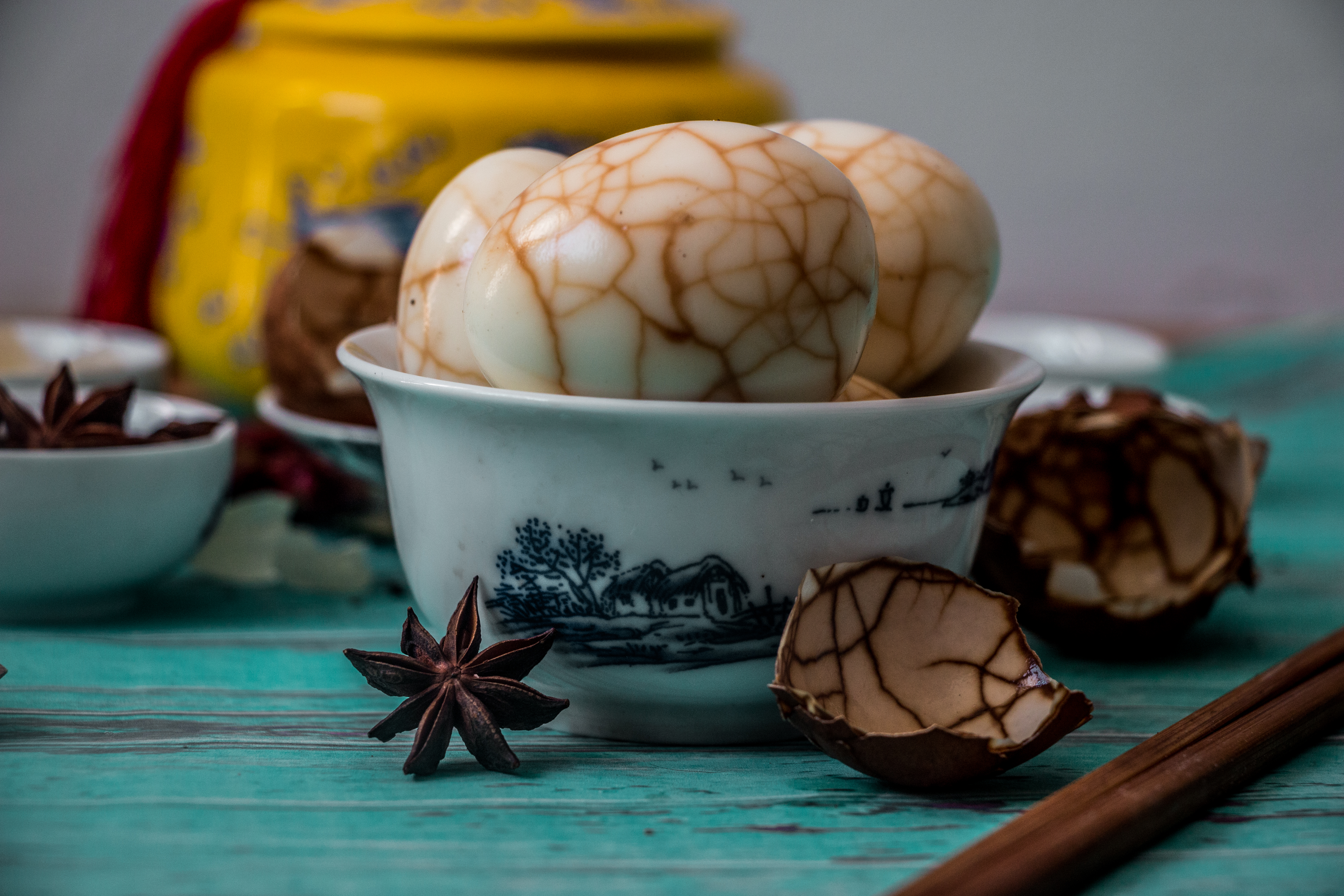
Œuf dur au thé chayedan.

L'œuf Tiedan est originaire de Tamsui, discritc de Taipei, à Taïwan, il est appelé œuf de fer de grand-mère en chinois. Les œufs ludan, œufs salés aux épices, sont marinés dans divers bouillons : aux cinq épices ; à l'Osmanthus fragrans, à la sauce de poulet, de porc (œufs de porc), brun foncé, ils sont servis sucrés au daikon. Ils sont appréciés pour leur texture moelleuse. Les œufs fumés sont bouillis dans un bouillon épicé, salé, avec glutamate monosodique, vin de cuisson puis fumés avec un mélange sucre (1 partie) et sciure de bois (5 parties) dans le fumoir, le cas échéant stérilisés avant emballage.

### L'indispensable des pique-niques

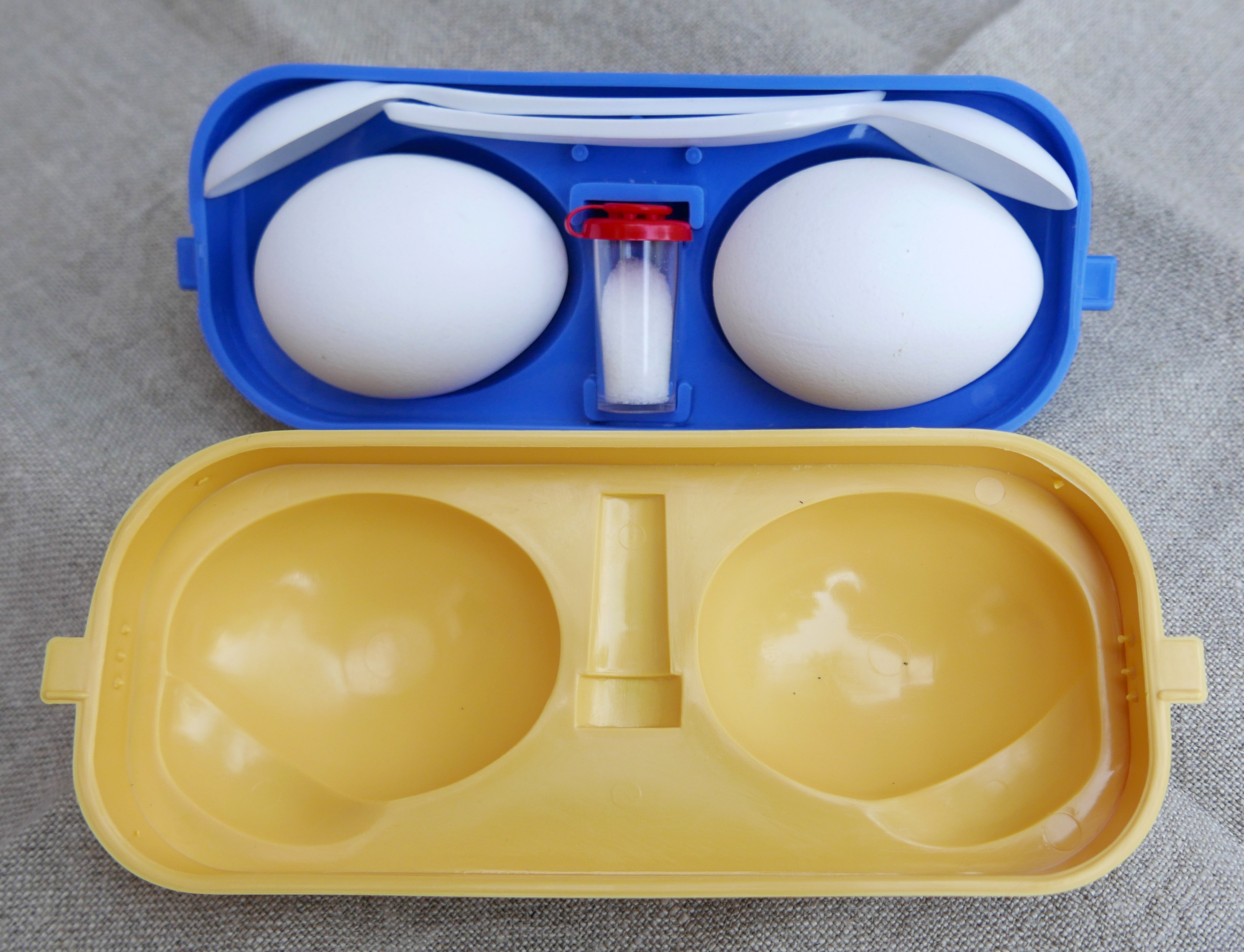
Boîte à œufs durs est-allemande conçue pour être transportée, avec cuillères et salière.

« Le moment du pique-nique était le grand moment, amoureusement préparé par notre mère : incontournables œufs durs, sans lesquels il n'y a pas de pique-nique, jambon, biscuits Lu » (Martin de La Soudière, Pique-nique dans le train). Facile à transporter dans son emballage naturel, facile à manger, l'œuf dur accompagne le marcheur, le chasseur (avec un Viandox, un « thé de Chine, nous trempons plus ou moins nos œufs durs comme des tartines »), le montagnard (« un dîner montagnard d'œufs durs, de pain qui n'est pas tendre, et d'eau »), le randonneur (« avec des protéines, œufs durs, fromage, et des fruits frais banane ou pomme »,).

### L'œuf dur en décoration et en condiment

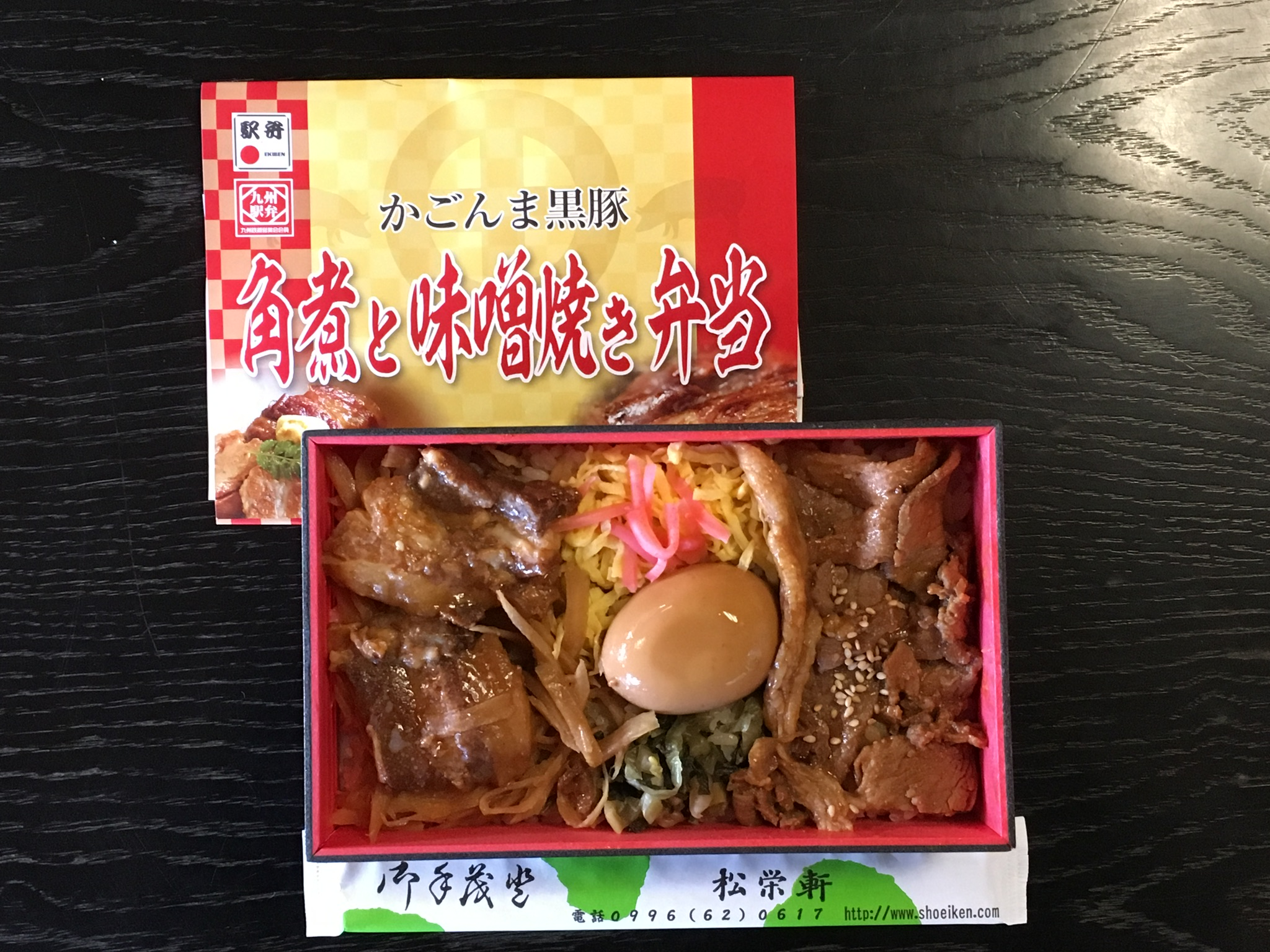
Kakuni et Miso-yaki dans un bento avec son œuf dur

Dans la cuisine japonaise l'œuf dur est une composante à part égale avec le porc du porc braisé Kakuni, du Shoyu Ramen,. Dans le cuisine occidentale, les œufs durs décorent les salades (de tomate, niçoise, tourangelle, strasbourgeoise, etc.,), au Pérou ils décorent la Papa a la huancaina, plat riche de pomme de terre, au Portugal le folar, en Sardaigne la Cuddura, la scarcella ou pupi cu l'ovu de Brindisi sont des pains de Pâques cuits avec un ou plusieurs œufs durs,.
La fonction décorative de l'œuf dur est renforcée par leur coloration (à la betterave, aux épinards, etc.) «»La décoration des œufs est un art dans le monde entier. Au Japon, les œufs sont peints en rouge, couleur de l'espoir et de la joie. Les haminodos juifs sont cuits avec des oignons ou du safran pour leur donner une riche teinte dorée, rouille où rouge ». Les œufs durs sont découpés en deux, en quatre quartiers, en rondelle. Le coupe-œuf à 10 fils d'acier a été lancé en 1914. Il permet de trancher l'œuf dur dans les 2 sens ou en petits cubes par double tranchage. Une découpe de l'œuf en 2 avec en formant des crans (œuf en forme de tulipe) se pratique sur des œufs écalés colorés en rouge.

### Plats d'œufs durs servis froids

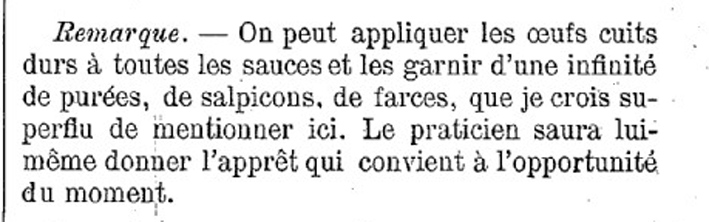
Remarque de l'article « Œufs farcis » du Dictionnaire de cuisine de Joseph Favre (1905)

Les œufs durs entrent dans la composition de soupes froides : Gaspacho, Salmorejo aux œufs durs, Gazpacho extremeño aux œufs durs et au vinaigre,.
L'œuf dur se mangeant traditionnellement froid, c'est là que se trouvent les classiques incontournables œuf mayonnaise, œuf en gelée, œuf mimosa. Il existe une version de l'œuf Christian Dior aux crevettes faite avec des œufs durs. D'autres sauces froides sont admises : variantes de la mayonnaise à l'avocat, aïoli, sauce rémoulade, sauce fines herbes, sauce moutarde, sauce crème et filet de citron, vinaigrette, etc.
L'œuf dur accompagne souvent le caviar (sur des blinis: crème fraîche, oignon haché, blanc et jaune d'œuf dur tamisés).

#### Les œufs farcis

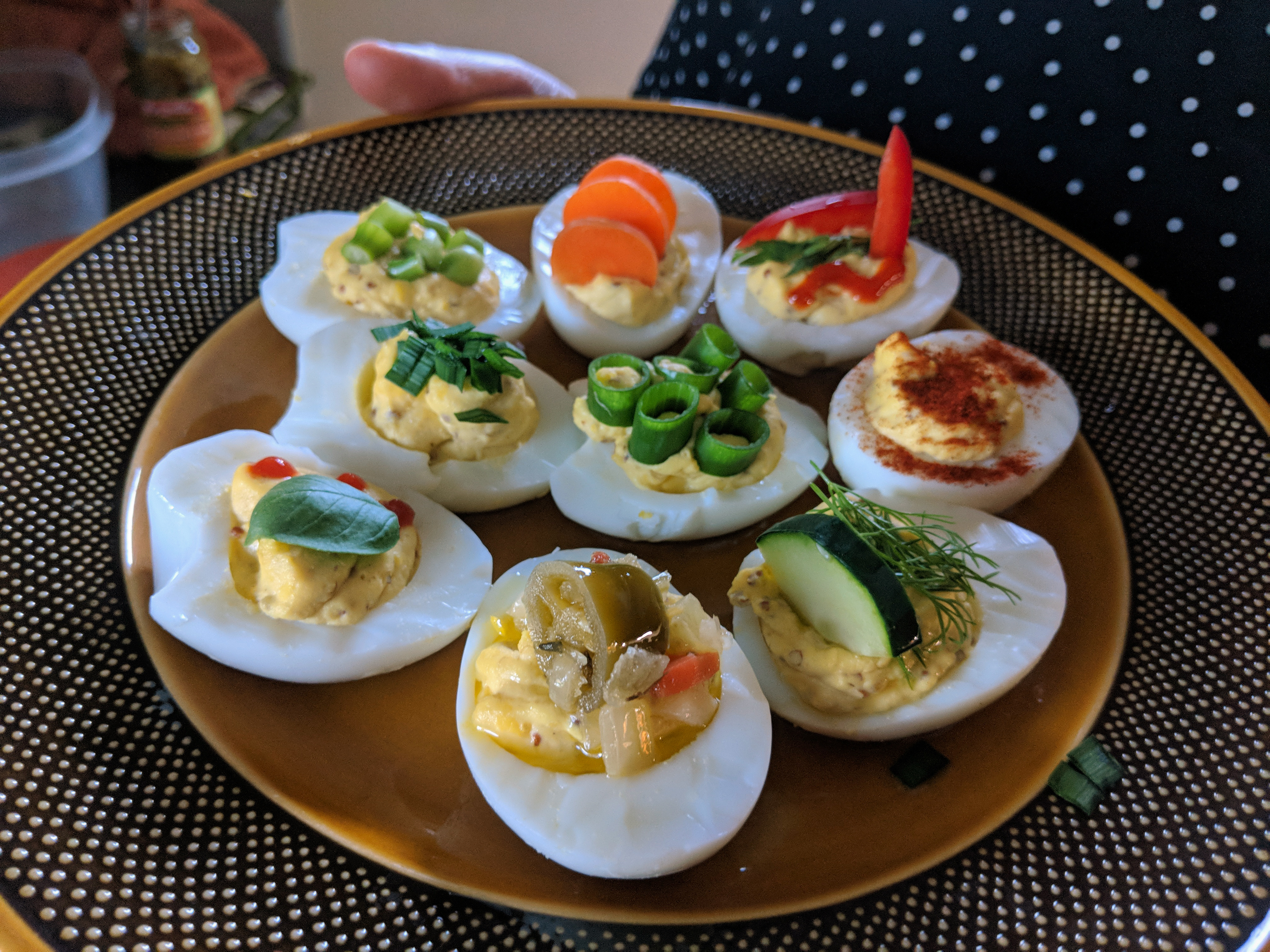
Œufs farcis

Carême donne un festival d'œufs dans ses menus maigres, parmi eux l'œuf farci à la maître d'hôtel liés, à la Dauphine, à la royale, à la Polonaise, à la Villeroy, à la Provençale, à la Périgueux, à la Lyonnaise. Urbain Dubois donne une recette d'œufs à la maigre (farcir de mie de pain, filets d'anchois, beurre, aunes d'œuf crus, fines-herbes, paner et frire les œufs durs farcis). Parmi les œufs farcis de la cuisine classique: Œufs farcis a la Caducci (mousse de foie gras, sauce chaud-froid), Frou-frou (œufs dur, truffe et sauce chaud-froid sur un œuf poché), Colinette (en gelée aux truffes).
Les œufs à la russe sont des œufs farcis d'une macédoine de légume ou d'un mélange jambon-cornichons (avec mayonnaise et oignon en Moldavie). L'appétit russe pour les œufs durs est légendaire (Christian Müller rapporte que le directeur de l'Hôpital Abuchov voit ses urgence monter d'un tiers à Pâques pour excès de consommation d'œufs durs).

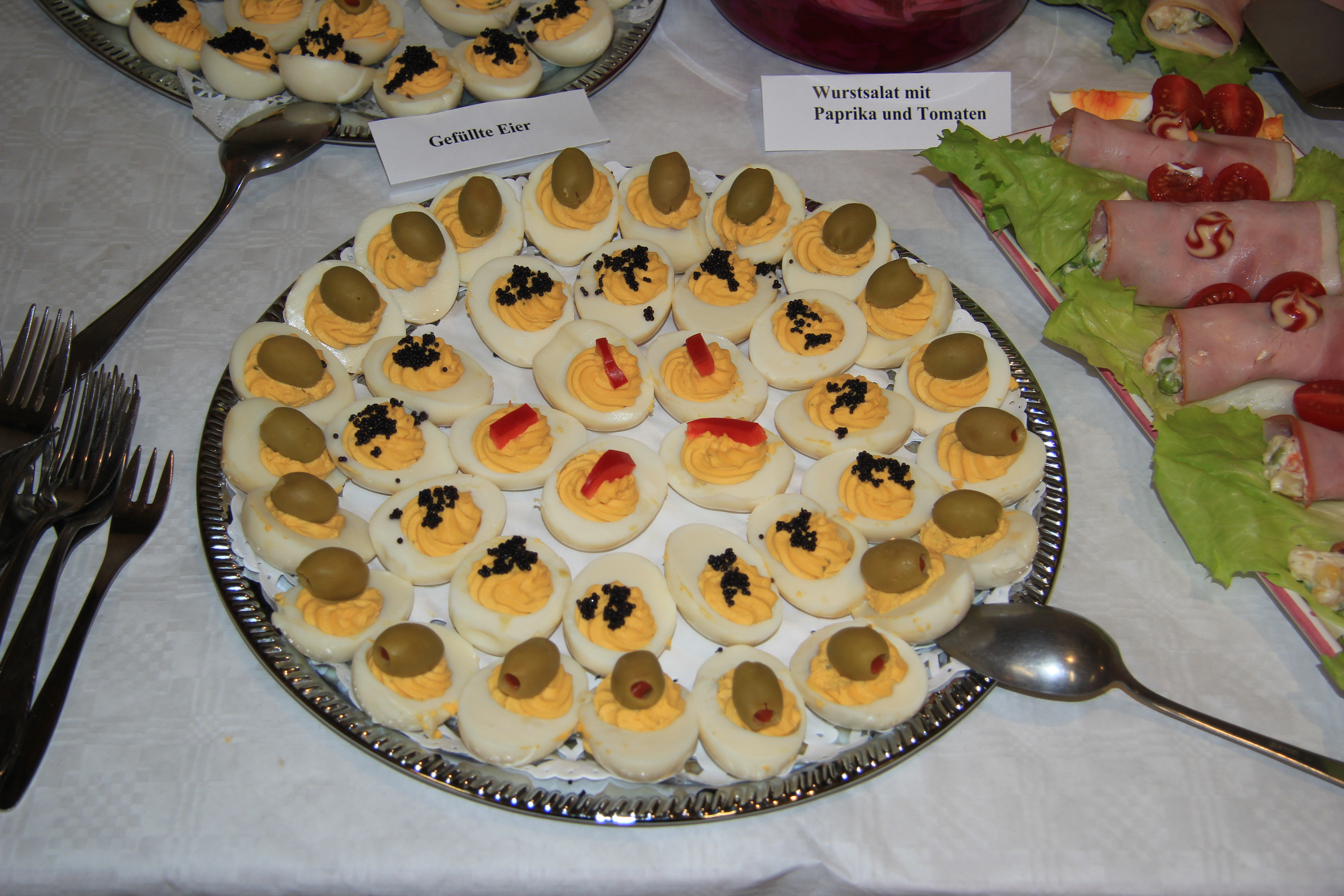
œufs à la russe

De nos jours ils sont fréquents dans le sud (Huevos rellenos): Huevos rellenos de atún y mayonesa, œufs durs farcis à la tapenade, farcis à l'ail, aux crevettes, aux fruits de mer, à la berrichonne (jambon, ciboulette, variantes nombreuses, Monnet faisait ses œufs bérichons avec persil, oignon, ail, crème fraiche), au guacamole, au fromage à la crème,

### Plats d'œufs durs servis chauds

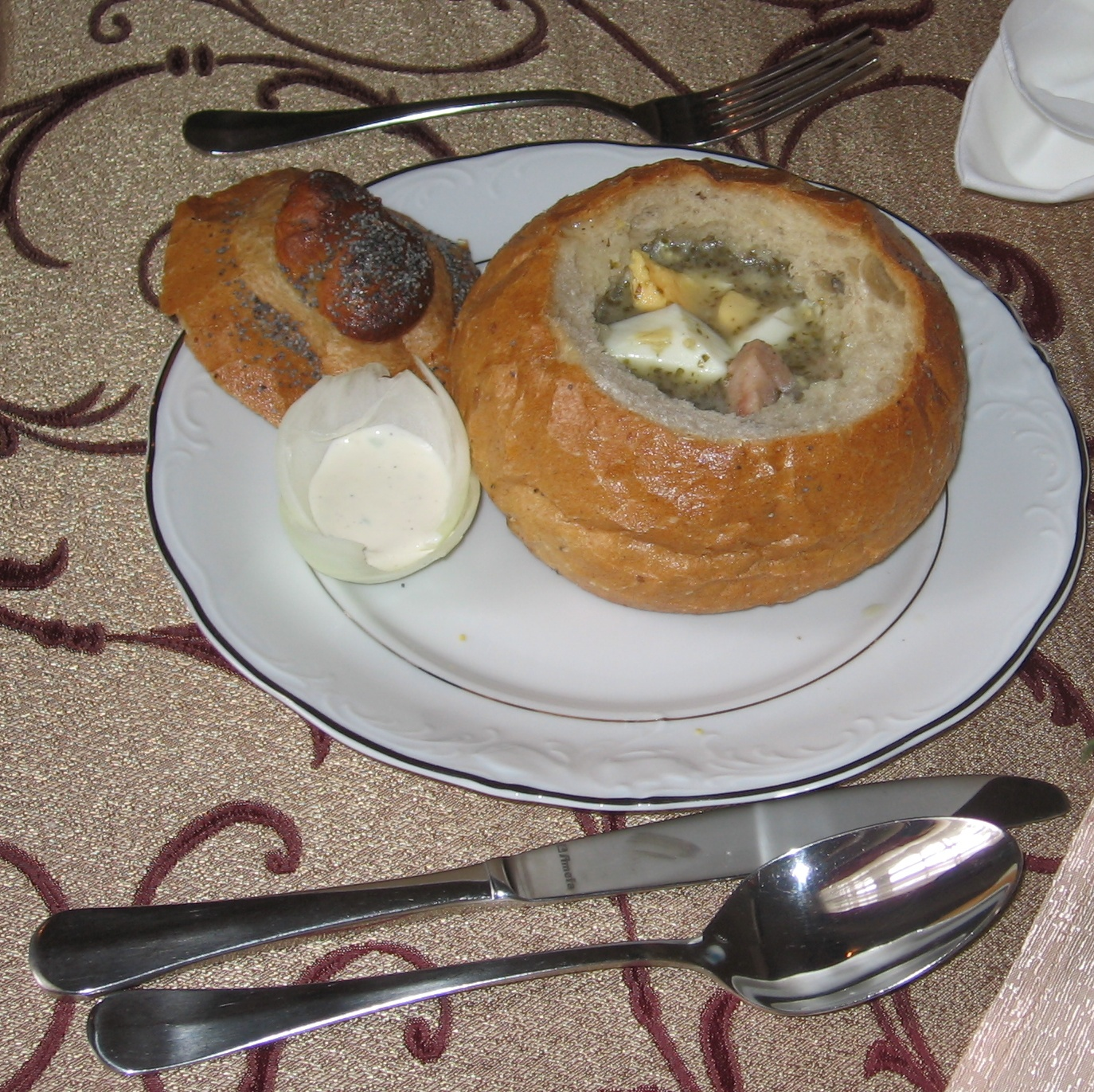
Żurek aux œufs durs

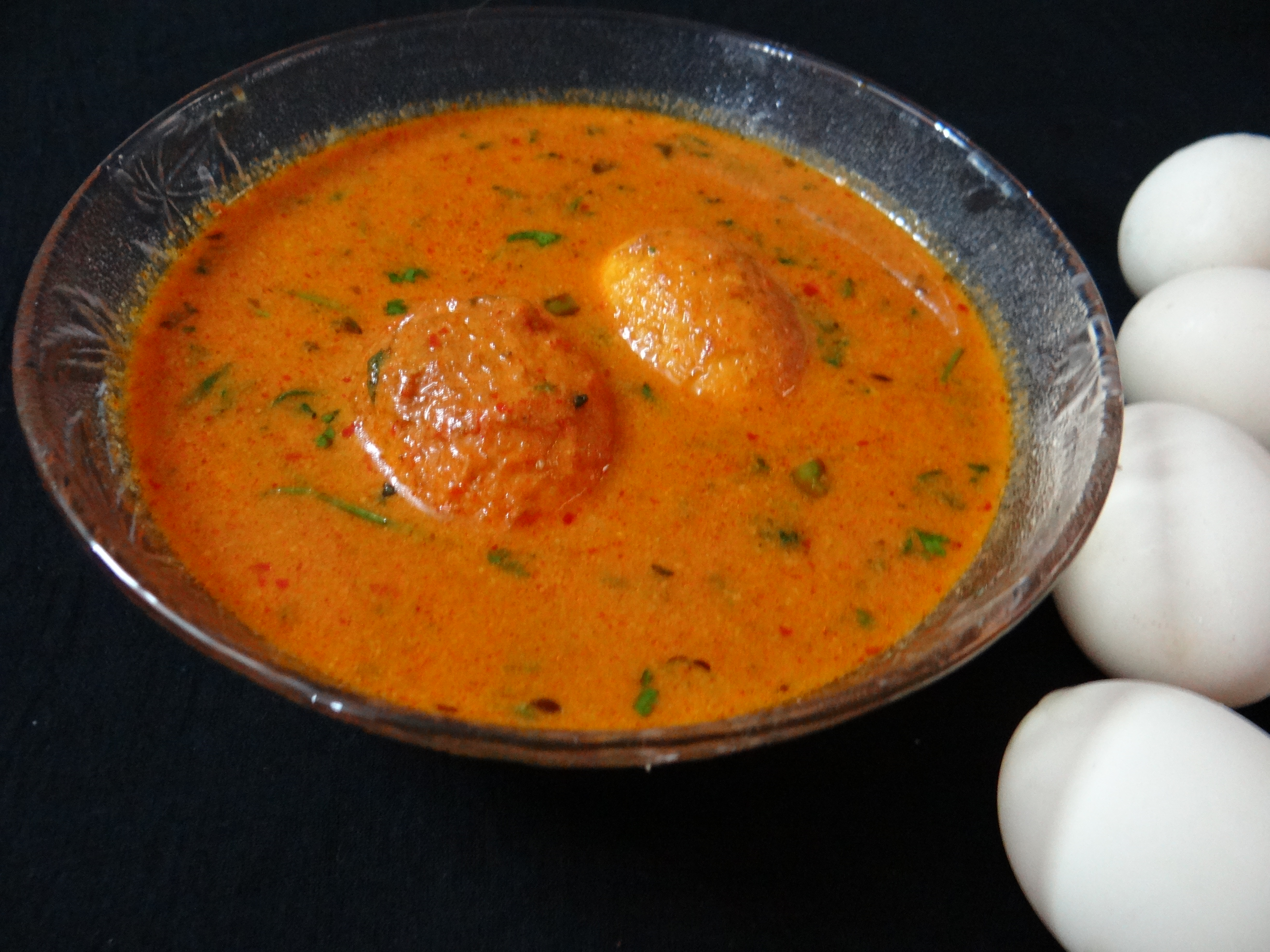
œuf au curry ou œuf Massala (Inde)

Les œufs durs coupés en deux peuvent simplement être sautés au beurre avec un peu de sel.

#### Les soupes.
L'œuf dur est un classique des soupes de l'Europe orientale: soupe aux œufs durs de la Pâques juive (œuf dur en rondelles infusés dans de l'eau chaude salée) qui se mange aussi froide l'été, Bortsch slave à la betterave ou Bortsch vert à l'oseille et aux œufs durs, Żurek polonais (bortsch blanc) aigre aux œufs durs,,,.

#### Les farces et sauces
Maria Calas raconte les pommes de terre farcies de son enfance: tranche de pain trempée avec du lait et du bouillon, couper des œufs, sel, poivre, faire une pâte avec laquelle on farci la pomme de terre. Les œufs durs entrent dans la composition de la sauce à l'anglaise chaude aux côtés des anchois et des câpres, de la sauce Ravigote (cornichons, câpres, oignons, œufs durs, persil, cerfeuil, moutarde, huile et vinaigre).

#### Œufs farcis chauds
Alphonse Allais les aimait chauds: « connaissez-vous les œufs farcis ? C'est excellent, Vous faites durcir vos œufs, vous les coupez en long et vous retirez le jaune. À ce jaune, vous ajoutez de la viande hachée, du persil, du cerfeuil, vous mijotez le tout à feu doux, je le répète c'est exquis ». Quelques recettes: Œufs durs farcis et gratinés Elysée-Palace (a la volaille, sur des demi-tomates moyennes, avec champignons cuits au beurre), à l'indienne (avec du riz).

#### Les ragouts, gratins et œufs durs en sauce chaude

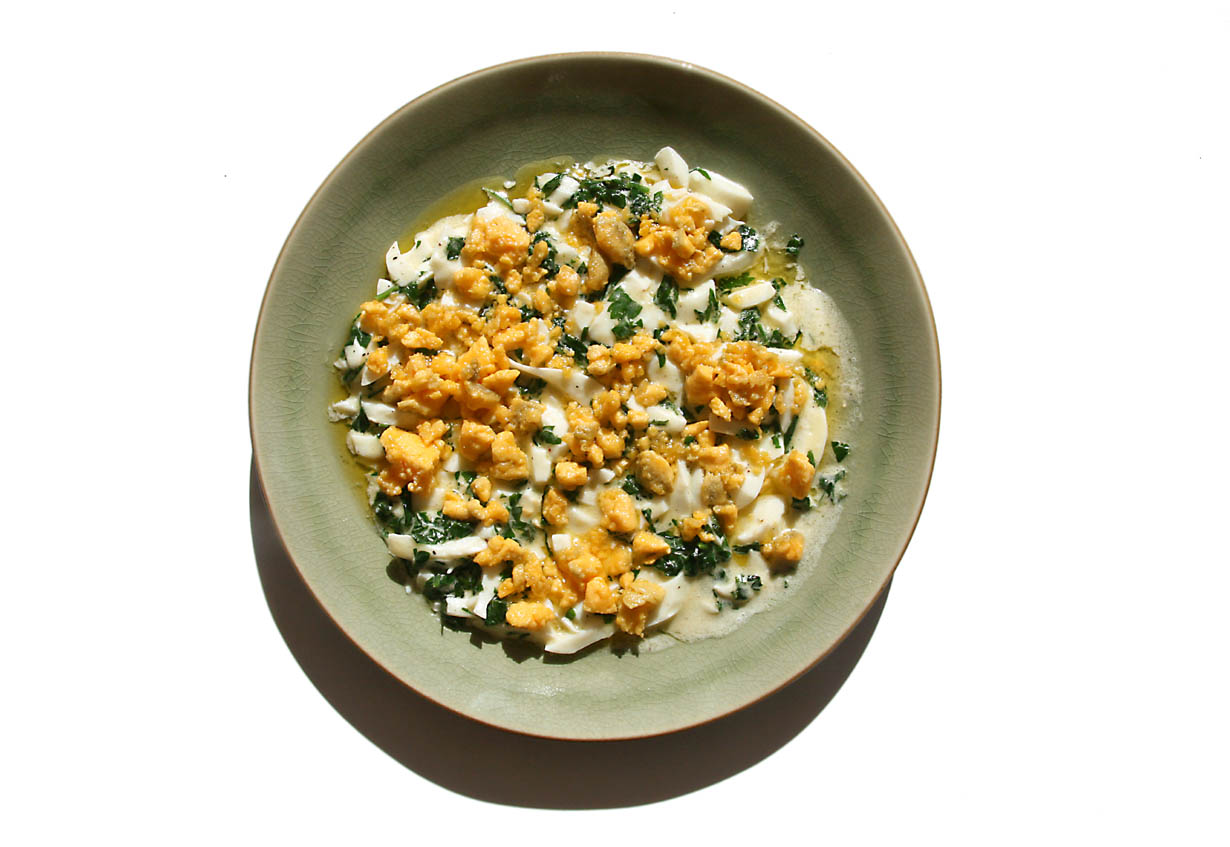
l'œuf en tripe ou à la tripe, se sert chaud

En Asie l'œuf au curry est un œuf dur sauce curry, dans un sauce au chorizo ils donnent le Chouriço de Goa com batata e ovo cozido. Parmi les classique on peut citer : les œufs durs à l'oseille nappés d'une sauce à l'oseille crémée, aux champignons (Béchamel avec des champignons), les œufs durs sauce Aurore (Œufs-saucisses à la sauce aurore), sauce Poulette, à la tripe, sur de la chicorée, des épinards. Escoffier donne les côtelettes d'œufs durs (coupés en dés, avec truffes, Béchamel liée au jaune d'œuf reconstitués en côtelettes passées à la poêle) et les vol-au-vent d'œufs (avec Béchamel et truffes dans un vol au vent « les œufs de pigeons ou de petites poules, ainsi que les œufs de pluviers n'ayant pas besoin d'être coupés, sont mieux désignés pour cet usage »). Les œufs durs Carême sont des œufs durs avec des truffes, des fonds d'artichaut et une sauce Nantua . Les œufs Chimay sont des œufs durs farcis d'une duxelles de légume à la crème et nappés de sauce Mornay. L'œuf dur au gratin est passé au four nappé d'une sauce Mornay muscadée avec un peu de Gruyère pour mieux le gratiner.

### Plats d'œufs durs sucrés

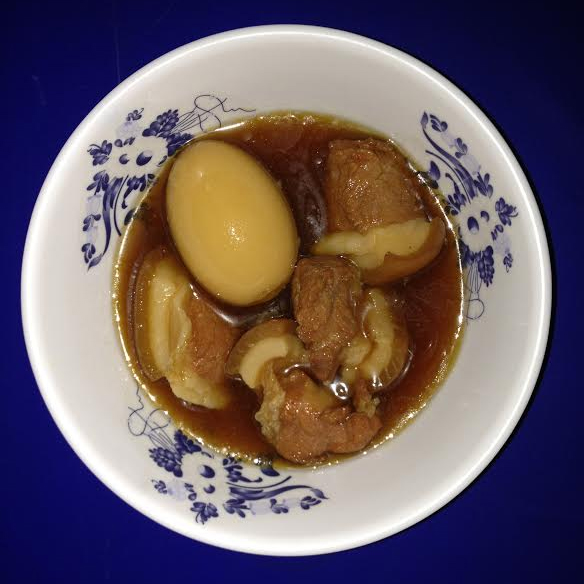
Porc au caramel et son œuf dur

« Nous avons déjeuner des œufs durs au sucre arrosés d'ananas, c'était délicieux » écrit Hélène Manon (2016). Les œufs durs dans un bouillon sucré de graine de lotus constituent une soupe sucrée de fin de soirée. Au Viet nam, la sauce du porc au caramel contient des œufs durs.
La grande cuisine classique servait des Œufs à la Royale (revenus dans de la moelle de bœuf fondue, travaillé avec macarons, fleur d'oranger, sucre, citron vert râpé, le tout lié au jaune d'œuf)

## Traditions, croyances et symbolisme

### Religions
Chez les peuples anciens écrit Antoine Court de Gébelin les œufs étaient l'emblème de l'univers, de là naquirent nombreuses allégories. Déjà les perses célébraient le nouvel an solaire en s'offrant des œufs colorés. Marie-Pierre Horard (2019) a montré la présence des œufs comme symbole de fécondité et renaissance dans la plupart des religions, les interdits alimentaires ont amené à devoir consommer d'énormes quantités d'œufs après Pâques.

#### Œuf dur de la Pâque chrétienne
À l'occasion de la fête de Pâques, on colorait naguère des œufs durs en les cuisant avec des pelures d'oignons, des betteraves rouges ou de l'épinard ; de nos jours, on utilise des colorants alimentaires, ou bien les œufs durs sont décorés par les enfants. Dans la région de Liège en Belgique, au petit déjeuner de Pâques, un jeu opposait les convives qui cognaient leurs œufs, appelés cocognes, à tour de rôle l'un sur l'autre, le vainqueur étant celui dont l'œuf restait intact le dernier,.

#### Religion juive
L'œuf dur cuit sous la cendre évoque le deuil. Après l’enterrement, le repas funèbre comporte des œufs durs en rappel du deuil de la destruction du Temple de Jérusalem. La veille du 9 av on prend un repas frugal, constitué traditionnellement de pain trempé dans la cendre et d'un œuf dur froid. Chez les Juifs d'Europe centrale au début du repas du Séder on casse des œufs durs ( « Les femmes Juives plaçaient à la Fête de Pâques , sur une table préparée pour cela, des œufs durs, symbole d'un oiseau appelé ziz sur lequel les Rabbins ont débité mille fables »).

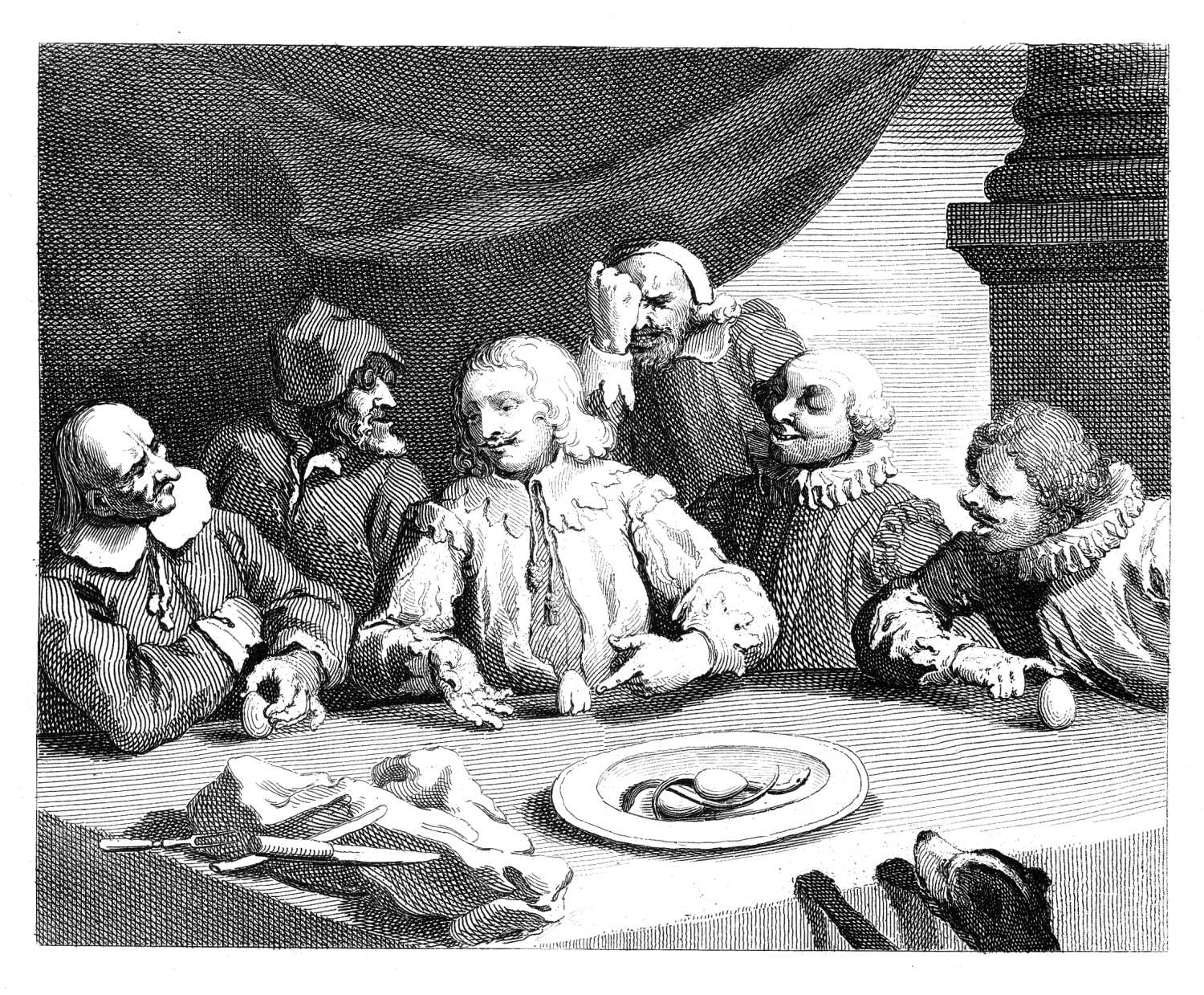
Colomb démontre qu'un œuf dur tient debout

### Expressions
- Christophe Colomb aurait écrasé la base de la coquille d'un œuf dur pour le faire tenir droit, démontrant aux incrédule une évidence : un œuf dur tient debout. D'où l'expression œuf de Colomb.
- La devise de l'ASOM (Association de Sauvegarde de l'Œuf Mayonnaise) est «Le temps passe, les œufs durent»[157].

### Œuf dur cubique, en poussin, en souris
Il existe une relation entre la compression de l'œuf écalé et sa déformation, étudié par l'Université du Henan. Écalé à chaud, l'œuf dur peut être placé dans un moule sous pression qui lui donne, après refroidissement, la forme du moule.
Les œufs durs se transforment en souris avec des oreilles en tranche de radis, une queue en ciboulette, en poussin avec un bec en carotte et des yeux en olive noire.

### Nourritures des poussins
Les œufs durs écrasés avec de la mie de pain, des feuilles de laitue et d'ortie hachées, constituent une alimentation idéal pour les poussins faisan.

## Anthologie
- Ton Tit, La Revue des nouveautés : organe des comptoirs de spécialités brevetées, Paris, 1899[162]

« Résistance d'un œuf. L'œuf a la forme d'une voûte vers chacun de ses bouts : il doit donc, comme une voûte, résister à une pression dans le sens de son grand axe. Opérez avec un œuf dur, par mesure de précaution, et tout le monde sera stupéfait de vous voir exercer les efforts les plus violents, en pressant l'œuf entre vos deux mains jointes, sans arriver à casser la coquille pourtant si fragile. Il semble que votre œuf soit en bois, et vous êtes obligé de casser l'œuf pour montrer au public que vous ne l'avez pas trompé. »

- Jacques Prévert, Paroles (La grasse matinée), Paris, Éditions du Point du Jour (1945) :

Il est terrible

le petit bruit de l’œuf dur cassé sur un comptoir d'étain

il est terrible ce bruit

quand il remue dans la mémoire de l'homme qui a faim.
- François Cavanna, Cœur d'artichaut (Elodie), Paris, Albin Michel, 2012[163]

« Je prends soudain conscience qu'elle ma dit quelque chose […]
— Je vous demande si vous aimez les œufs durs.
Arriver de chez les anges pour entendre le plus ange de tous vous parler d'œufs durs, ça déroute. J'ai tout juste assez de présence d'esprit pour bafouiller :
— Les œufs durs ? si je les aime ? je les adore. […] surtout avec beaucoup de sel. 
– Ça tombe bien. J'ai fait cuire plein d'œufs durs pour le pique-nique. C'est à peu près le seul plat que je réussisse.[…]
— C'est parfait ! nous nous bourrerons d'œufs durs… Vous avez prévu un pique-nique ?
— Heureusement ! Si je n'avais compté que sur vous… »

- Au cinéma, au théâtre
  - Le Temps des œufs durs est un film, comédie de Norbert Carbonnaux (1958)[164].
  - L'Œuf dur est une pièce d'Eugène Ionesco (1966)[165].
  - L'œuf dure est un film, comédie de Rémi Lange (2019)[166].